# بيت لحم
بَيْت لَحم (بالسريانية: ܒܝܬ ܠܚܡ؛ باليونانية: Βηθλεὲμ؛ باللاتينية: Bethleem) هي مدينة فلسطينية، ومركز محافظة بيت لحم. تقع في الضفة الغربية التابعة للسلطة الفلسطينية على بعد 10 كم إلى الجنوب من القدس. يبلغ عدد سكانها 30,000 نسمة بدون سكان مخيمات اللاجئين. وتعتبر مركزاً للثقافة والسياحة في فلسطين.
للمدينة أهمية عظيمة لدى المسيحيين لكونها مسقط رأس يسوع (عيسى). تضم بيت لحم العديد من الكنائس، ولعل أهمها كنيسة المهد، التي بنيت على يد قسطنطين الأكبر (330 م). وقد بنيت الكنيسة فوق كهف أو مغارة يعتقد أنها مذود البقر الذي ولد فيه يسوع. ويعتقد أن هذه الكنيسة هي أقدم الكنائس الموجودة في العالم. كما أن هناك سرداباً آخر قريب يعتقد أن جيروم قضى فيه ثلاثين عاماً من حياته يترجم الكتاب المقدس.
بنيت المدينة وفقًا لعلماء الآثار على يد الكنعانيين في الألف الثاني قبل الميلاد، وعُرفت بعدد من الأسماء عبر الزمن، وقد ورد اسمها في مصادر قدماء السريان والآراميين. وقد مرَّ على المدينة عدد من الغزاة عبر التاريخ، حيث تعرّضت بيت لحم هي وبقية فلسطين للفتح الأشوري والبابلي والفارسي والإغريقي والروماني والبيزنطي. وأُعيد بناؤها من قبل الإمبراطور البيزنطي جستنيان الأول. وفتحها العرب المسلمون على يد عمر بن الخطاب عام 637م. وفي عام 1099م، احتلها الصليبيون الذين حصنوها واستبدلوا فيها الأرثوذكسية اليونانية برجال الدين اللاتين. وقد طُرد هؤلاء رجال الدين اللاتين بعد أن فتح المدينة صلاح الدين الأيوبي. ومع مجيء المماليك في عام 1250م، هُدمت جدران المدينة وأعيد بناؤها في وقت لاحق خلال حكم الإمبراطورية العثمانية. في عام 1917 انتزعت بريطانيا السيطرة على المدينة من العثمانيين خلال الحرب العالمية الأولى وكان من المفترض أن تُضمّن في المنطقة الدولية في إطار خطة الأمم المتحدة لتقسيم فلسطين عام 1947. وأُلحقت المدينة بالأردن بعد نكبة فلسطين عام 1948. وقد احتلتها إسرائيل في عام 1967 بحرب الأيام الستة. ومنذ عام 1995، ووفقاً لاتفاقية أوسلو، نُقلت السلطات المدنية والأمنية في المدينة إلى يد السلطة الوطنية الفلسطينية.
تقع بيت لحم ضمن سلسلة جبال القدس، وترتفع عن سطح البحر 775 متراً. وتعتبر المدينة تاريخياً منطقة مسيحية السكان، إلا أن معظم سكانها اليوم هم من المسلمين، ولكنها لا زالت موطناً لواحد من أكبر المجتمعات المسيحية الفلسطينية.
لبيت لحم دور رئيس في القطاع الاقتصادي الفلسطيني من خلال السياحة التي تزداد أثناء موسم عيد الميلاد عندما يحتشد الحجاج المسيحيون إلى كنيسة المهد، حيث يوجد في بيت لحم أكثر من 30 فندقاً و 300 ورشة عمل للحرف اليدوية. ويسكن هذه المدينة أحد أقدم المجتمعات المسيحية في العالم على الرغم من تقلص حجمه بسبب الهجرة. اختيرت المدينة عاصمة الثقافة العربية للعام 2020. وسجّلت مدينة بيت لحم أول إصابات بفايروس كورونا التاجي «كوفيد-19» لتصبح أول مدينة تغلق في فلسطين لمدة زادت عن 70 يوماً.

## التسمية

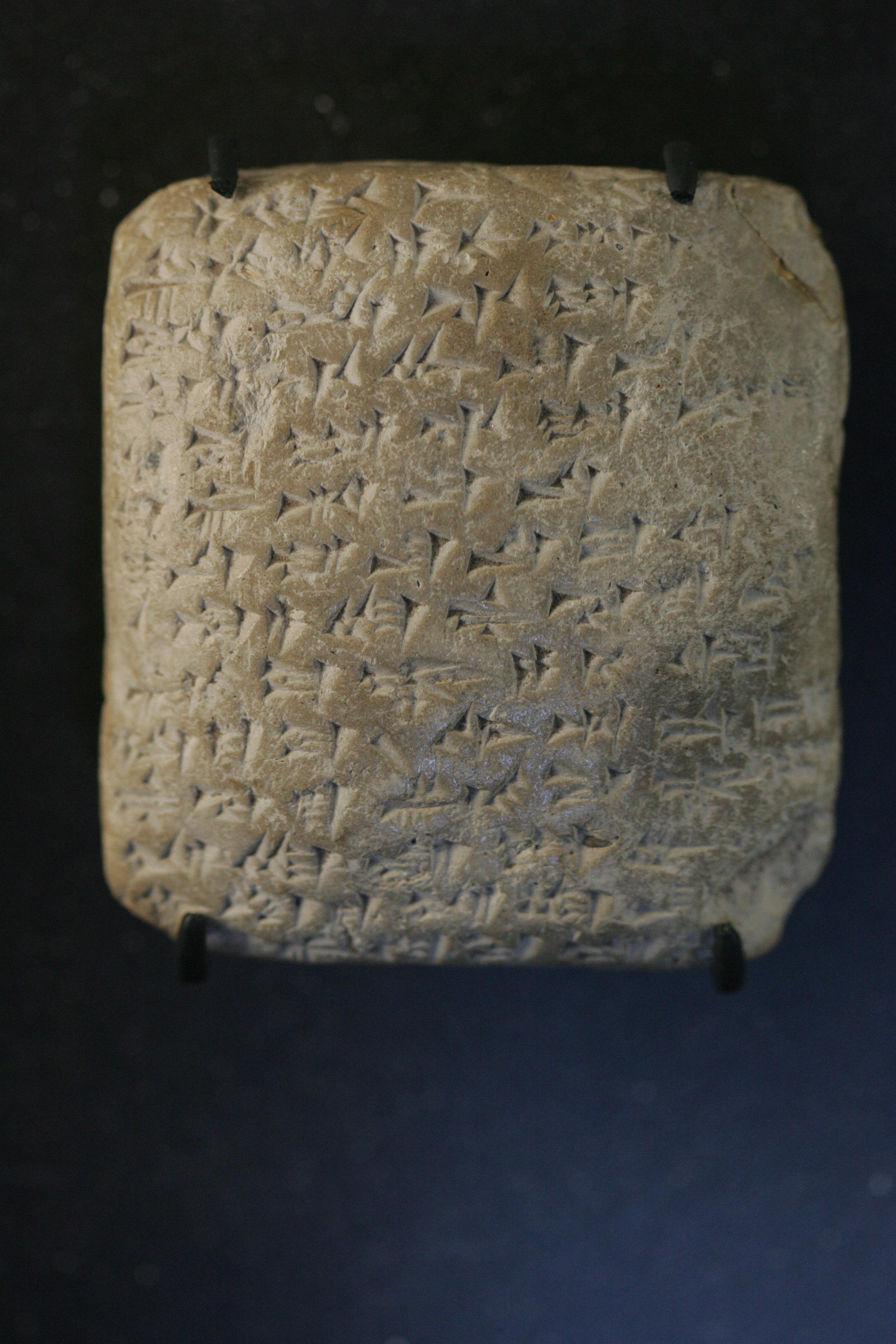
تم ذكر مدينة بيت لحم الكنعانية لأول مرة في رسائل تل العمارنة الفرعونية.

كان يقع ضمن موقعها مکان عبادة كنعاني يدعى بیراث أربع أو برج أربع، باسم جد الكنعانيين، فتوارث الإسرائيليون المكان والتقاليد فقدموا الذبائح لإلههم يهوه في برج أربع، ويعزو البعض تسمية المدينة بيت لحم بسبب وجود مائدة التقدمة في هذا المكان (صموئيل الأول 9 : 12، 20 : 6، 6 : 29) - ویسمی تلمود أورشلیم المغارة الكبيرة في أفراتا باسم جد الأدوميين والعرب الذين ينتمي لهم الكميتيون والكنسينيون وينتسب لهم كالب، فيُقرأ في "مدراش أیکا رباني" (68 : 3) "في ببرات أربع في اليهودية يأتي المسيا للعالم". وتشير الملاحظة التابعة أن پيرات أربع هي مكان في بيت لحم وتدعي كذلك "بيرات ملكا" نسبة إلى برج الملك. وتذكر "أخبار الأيام الأولى في التوراة (11 : 16) "وكان داود حينئذ، في الحصن بينما جنود الفلسطينيين يحاصرون بيت لحم".
وذكر نومكينز في مجلة مؤسسة الآثار الفلسطينية الربع سنوية  أن المكان كان مرکراً لإله الخصب الكلداني «لاحمو» وذكرته رسائل تل العمارنة باسم بیت إيلي لاحاما. وكان الكنعانيون يقيمون البيوت لآلهتهم أينما اعتقدوا بوجودها وكانت منطقة بيت لحم بسيولها الخصبة أهلا أن يسكنها إله الخصب. فبنوا له معبدا يطل على السيول دعي «بيت إيلي لاحاما» الذي بقي على مر العصور وتقلب الشعوب. وأي اسم أجدر وأقدس من اسم إله لتحافظ عليه وتحترمه وتتوارته الأقوام اللاحقة. كما ذكر المؤرخ الألماني، و.شريدر في جريدة الأداب الشرقية عدد 18 لعام 1915م عن صفائح رسائل تل العمارنة أن هذا الرأي في التسمية قد ثبت وتمكن. بينما التفسيرات العبرانية لاسم بیت لحم ببيت الخبز فهي شعبية ترکت نهائيا.
ظهر رأي يتردد في المراجع بالرغم من عدم صحته وهو أن قبيلة عربية تدعم لخم سكنت هذه المنطقة، بعد نزوحها من الجزيرة العربية خمسمئة عام قبل الميلاد عندما نزح المنائيون ولحق بهم قبیلتا لخم وجذام، فسكن اللخميون الصحراء ما بين الرملة ومصر وقسم منهم في الجولان وحوران وباسان حتى مدينة نوا، أما الجذامیون فسكنوا غور الأردن من طبريا حتى اللجون، يمون وعكا، ويكفي النظر إلى تاريخ النزوح لننفي أي علاقة باسم بيت لحم الذي ذكر قبل 1800 عام قبل الميلاد. وليس لدولة اللخميين في الحيرة في العراق كذلك أي علاقة لتسمية بيت لحم. إذ ظهرت دولة اللخميين حوالي القرن الخامس ميلادي فقط.
ودُعيت ببيت لحم بافراتا وهي كلمة كلدانية معناها الخصبة (تكوين 35 : 16، 19) (منيحا 5 : 2) (راعوت 4)، وذكر المورخ اليهودي يوسفوس فلافيوس" آن راحيل
دفنت في بلاد افراتا". وجدير بالذكر أن القمح البري وجد في هذه المنطقة.
وبني الكنعانيون بيتا آخر «لإيلي لاحاما» في شمال البلاد في الجليل إلى الشمال الغربي من مدينة الناصرة وعلى بعد أحد عشر كيلومترا منها، ذكرتها التوراة عدة مرات ولربما كانت أكثر أهمية من بيت لحم الجنوب لخصب محیطها وغنى أهلها. وكانت تابعة لسبط زبلون زمن الإسرائيليين: (يشوع 19 : 10)، (قضاة 12 : 8) 
شيد الألمان الهيكليون قريتهم ببيت لحم على آثار بیت لحم القديمة عام 1901م، وبقيت مزدهرة حتى احتلها اليهود عام 1948 لتصبح يهودية، وللتفرقة عرفت بيت لحم الجنوبية باليهودية والشمالية ببيت لحم الجليل.
وبظهور النبي داوود في بيت لحم الصغرى بزغ اسمها من الظلمة إلى النور، إذ جاء صموئيل النبي إلى بيت لحم ليصبح ابن يسي الأصغر ملكا على اليهود (صموئيل الأول 16 : 1). وفي يوم التقدمة عند اليهود سكب صموئيل الزيت من الفرن على رأس داوود وأخذ اسم هذا يعلو على اسم شاول الملك آنذاك فامتلأ حقدا عليه. ويذكر (صموئيل الأول 20 : 29) کیف اختبأ داوود من شاول خوفا منه إذ حاول قتله. واعتذر یوناشاس ابن شاول لأبيه عن صديقه داوود لعدم حضوره وليمة الملك بأنه ذهب إلى بيت لحم بمناسبة رأس الشهر القمري ليقدم الذبيحة مع أهله: وتقديم الذبيحة على هيكل مقدس، طقس، لا بد وأن الإسرائيليون توارثوه عن الكنعانين - بنت إيلي لاحاما. ويعتقد أن هذا البيت المقدس كان يطل على السهول الخصبة والصحراء الشرقية حيث تقوم اليوم المقدسات المسيحية، حيث اشتعلت نيران التقدمة لترضي إيلي لاحاما الكنعاني وثم التهمت النيران قرابين الإسرائيليين لترضي إلاههم يهوه، ثم جاءت المسيحية فالوثنية فالمسيحية ثانية لتشيد مقدساتها على أنقاض المقدسات السالفة.

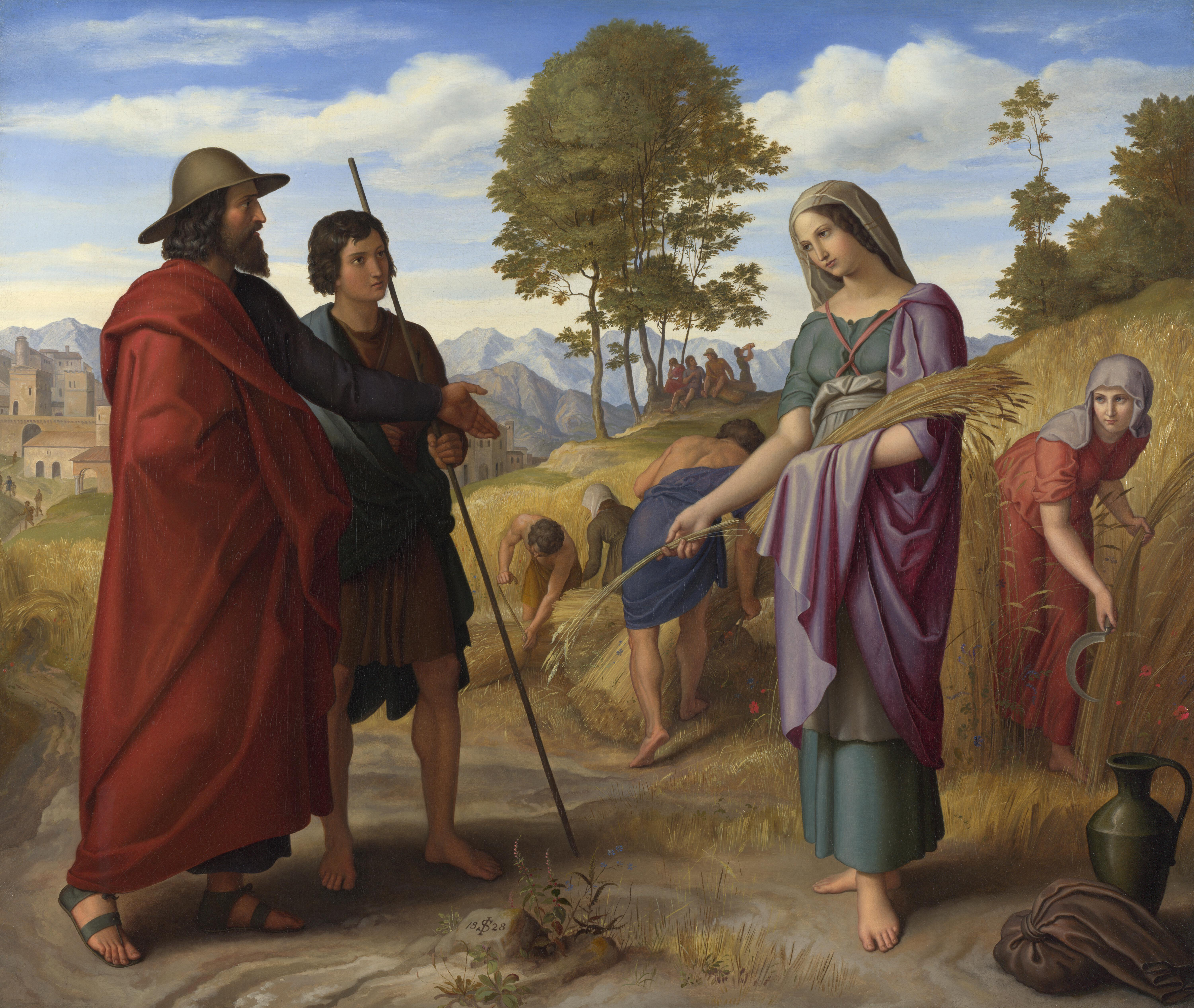
اللقاء الأول بين راعوث وبوعز في حقله، لوحة لجوليوس كارولسفيلد، 1828.

ودعي داود بابن يسى الأفراتي (صموئيل الأول 17 : 12)  وينسب اليمالك والد زوج راعوث إلى هذا النسب أيضا (راعوث 1 : 2) ولما تزوج بوعاز التلحمي من راعوث الأرملة تمني له مواطنوه «أن يزدهر بيتها في افراتا ويشتهر في بيت لحم» (راعوت 4 : 11)  وأنجبت راعوثم بن بوعاز ابنا هو عوبید والد يسی والد داوود. فأصبح اسم هذا النسل مربتوا باسم بيت لحم، وذكر ميخا في نبواته (5 : 2) حوالي 750 عام قبل الميلاد: «أما أت يا بيت لحم أفراته وأنت صغيرة أن تكوني بين أوف يهوذا، فمنك يخرج لي الذي يكون متسلطا على إسرائيل ومخارجة منذ القديم، منذ أيام الأزل» 
كذلك ذكر في (أخبار الأيام الأولى 2 : 19، 24، 50) أن هذا النسل الذي كان يسكن محيط بيت لحم (بيت افرات) ينسب دائما لافراتا. وكل هذا يشهد أن الاسم أفراتا أطلق على المنطقة التي مركزها بيت لحم.

## التاريخ

### العهد الكنعاني
لقد سكن الكنعانيون المدينة سنة 2000 ق.م، ويروى أن النبي يعقوب جاء إلى هذه المدينة وهو في طريقه إلى الخليل، وماتت زوجته راحيل في مكان قريب من بيت لحم يعرف اليوم بقبة راحيل وفي بيت لحم ولد الملك داوود. وتوالت عليها الأحداث، وكانت في العصور القديمة قرية متواضعة تكتنفها الأودية العميقة من جهاتها الثلاث. وكانت خصبة الموقع تنتشر فيها حقول القمح. وفي القرن الرابع عشر قبل الميلاد -	ظهرت في مخطوطات تل العمارنة منطقة اسمها بيت لحم وذلك عند الحديث عن أنباء الحروب التي قامت جنوب القدس. من المحتمل أن أول استيطان بشري وقع فيها عندما حطت بعض جماعات من البدو حول النبع الواقع على بعد 200 متر من كنيسة الميلاد.
تظهرُ أول إشارة تاريخية إلى المدينة في رسائل تل العمارنة (حوالي 1400 قبل الميلاد) عندما ناشد ملك القدس سيده الأعلى، ملك مصر، للحصول على المُساعدة لاستعادة السيطرة على «بيت - لحمي» في أعقاب الاضطرابات من جانب عبيرو. ويعتقد أن تشابه هذا الاسم مع شكلها الحديث يدُل على أنها كانت مُستوطنة كنعانية، الذين يملُكون ثقافية ولغوية سامية مع الوافدين على المدينة لاحقًا.

### بعد الميلاد

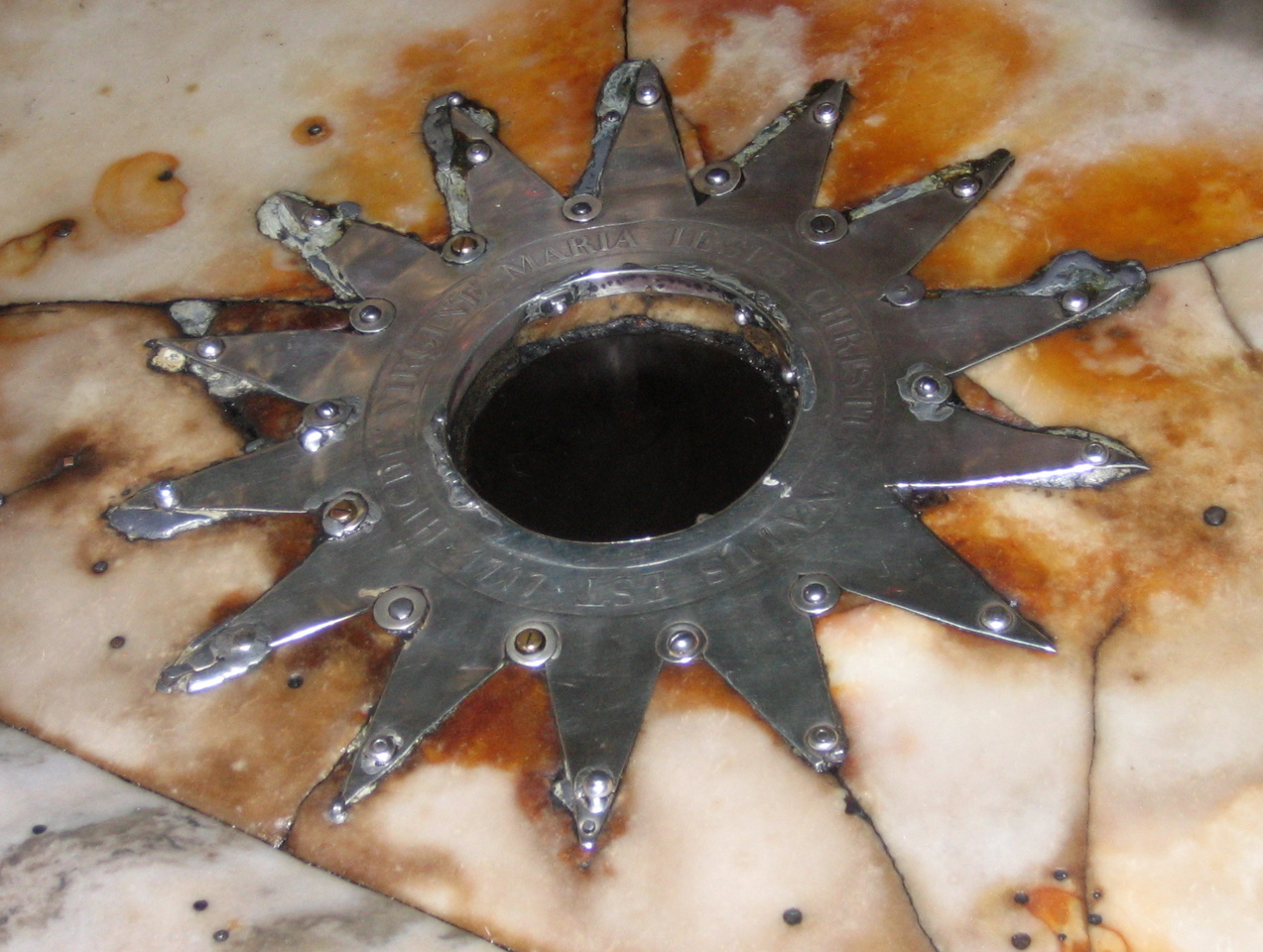
مكان ولادة يسوع حسب التقاليد المسيحيَّة.

في عام 325 بعد إعلان حرية التعبد للديانة المسيحية، طلب القديس مكاريوس بطريرك القدس من الإمبراطور أن يعيد المكان المقدس، فبنت القديسة هيلانة بازيليك الميلاد. في عام 384 مع وصول القديس هيرونيموس إلى بيت لحم قام في المدينة مركز عبادة لاتيني دام بعد وفاته سنين عديدة. في عام 614 أدّى غزو جيوش كسرى إلى خراب اليهودية ولم ينج من بيت لحم سوى بازيليك الميلاد وذلك كما يقال بفضل رسم للمجوس قائم على جدار البازيليك. والمجوس وهم ملوك الفرس الذين سجدوا ليسوع الطفل بحسب الرواية الإنجيلية.

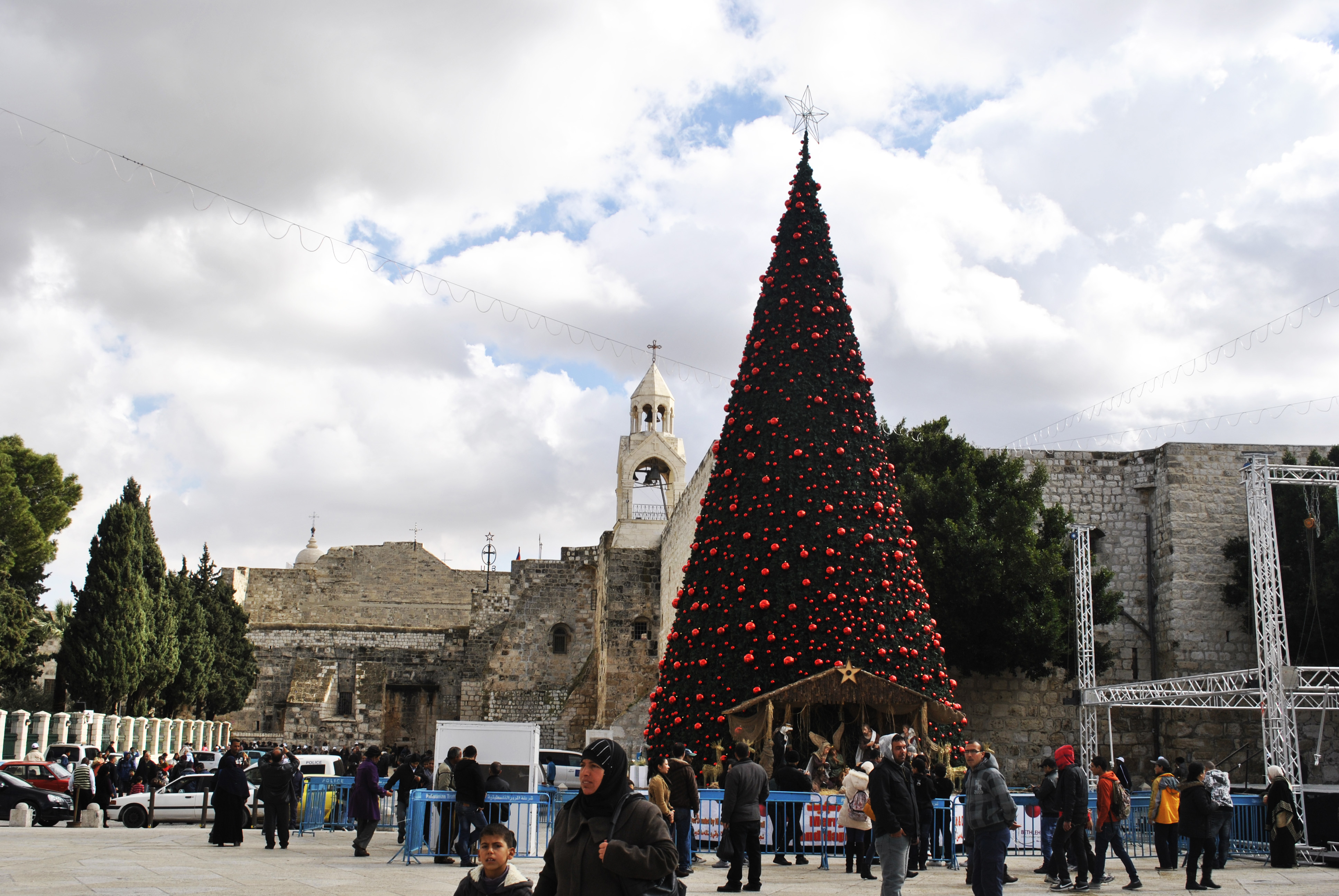
كنيسة المهد وشجرة الميلاد وسط بيت لحم.

استمدت بيت لحم شهرتها العالمية الكبرى من مولد يسوع فيها. ويروى أن يوسف النجار، ومريم العذراء ذهبا إلى بيت لحم لتسجيل اسمهما في الإحصاء العام، فولدت مريم وليدها هناك. وترى المصادر المسيحية أن الولادة كانت في مغارة قريبة من القرية، ولكن القرآن (يقول): (فاجأها المخاض إلى جذع النخلة) وفي سنة 330 م بنت هيلانة أم قسطنطين الكبير، كنيسة فوق المغارة التي قيل إن يسوع ولد فيها، وهي اليوم أقدم كنيسة في العالم. والمغارة تقع داخل كنيسة الميلاد، ومنحوته في صخر كلسي، وتحتوي على غرفتين صغيرتين، وفي الشمالية منها بلاطة رخامية، منزل منها نجمة فضية، حيث يقال أن يسوع ولد هناك. وعندما دخل عمر بن الخطاب القدس، توجه إلى بيت لحم، وفيها أعطى سكانها أمانًا خطيًا على أرواحهم وأولادهم وممتلكاتهم وكنائسهم. ولما حان وقت الصلاة، صلى بإشارة من راهب، أمام الحنية الجنوبية للكنيسة، التي أخذ المسلمون يقيمون فيها صلواتهم، فرادى، وجعل الخليفة على النصارى إسراجها وتنظيفها. وهكذا صار المسلمون والمسيحيون يقيمون صلواتهم جنباً إلى جنب.
تذكر بيت لحم في العهد الجديد باعتبارها مكان ميلاد يسوع: «ولما ولد يسوع في بيت لحم اليهودية» (مت 2: 1 5، لو 2: 4 15)، ونتيجة لذلك حدثت مذبحة الأطفال الأبرياء بأمر هيرودس الملك (مت 2: 8 و16). وحيث أن هادريان قد جرب بيت لحم تماما، واقام في موضعها نصبا مقدسا للاله «ادونيس»، فلابد ان تكريم تلك المدينة باعتبارها مكان ميلاد يسوع، يرجع إلي ما قبل عصر هادريان (132 م). وقد اقام قسطنطين الملك (حوالي 330 م) كنيسة على الطراز الروماني فوق موقع كهف المذود الذي شهد مولد يسوع. وتعتبر هذه الكنيسة حتى اليوم أهم مقصد للسياح، في المدينة. وهي لم يطرا عليها تغيير كبير، رغم أن جستنيان قد وسع فيها وزينها، ورغم ما تعرضت له من تهدم وترميم.

### الحكم العربي الإسلامي

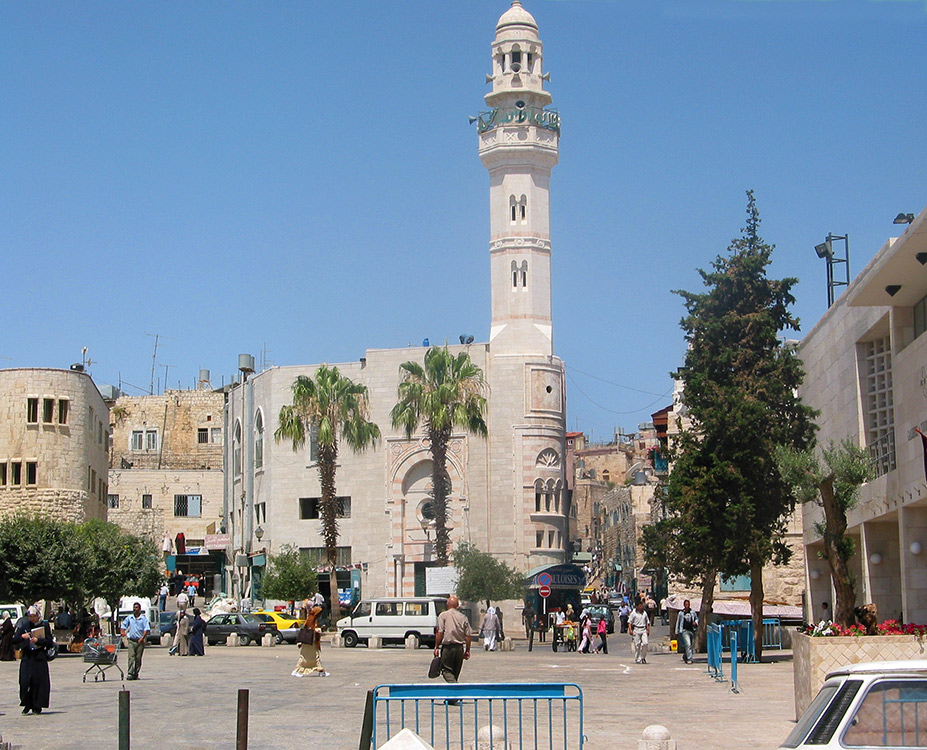
مسجد عمر في بيت لحم.

في سنة 648 م دخلت المدينة تحت الحكم الإسلامي، وزارها الخليفة عمر بن الخطاب الذي لم يصلّ داخل كنيسة المهد، خوفاً من أن تحدث نزاعات في المستقبل على الكنيسة بين المسلمين والمسيحيين حيث صلى بجانبها. وكانت المدينة قد اُلحقت بجند فلسطين التابع لولاية الشام بعد أن تم فتح جميع أراضي بلاد الشام على يد عدد من القادة منهم عمرو بن العاص وأبو عبيدة بن الجراح.
يشار إلى أنه تم بناء مسجد في بيت لحم عام 1860 وهو مسجد عمر نسبة للخليفة عمر بن الخطاب، والذي تم ترميمه حتى العام 1954 تحت الإدارة الأردنية للمدينة. وكانت الأرض التي تم بناء المسجد عليها تم التبرع بها من قبل الكنيسة الأرثوذكسية اليونانية.
وقد عاش أبناء الديانتين المسيحية والإسلامية في هذه المدينة بروح من الإخاء والتعاون وتمارس كل فيهما شعائرها الدينية ونشاطاتها الاقتصادية الاجتماعية على الرغم من أن المدينة تعرضت لفترات من المد والجزر حسب الحكم القائم، ومن أكثر العهود ازدهارًا بالنسبة لبيت لحم هو زمن هارون الرشيد 786-809 م والدولة الفاطمية 952-1094 م، حيث راجت التجارة وتيسرت الحرية والأمن ورممت الكنائس وأماكن العبادة.

### الحروب الصليبية

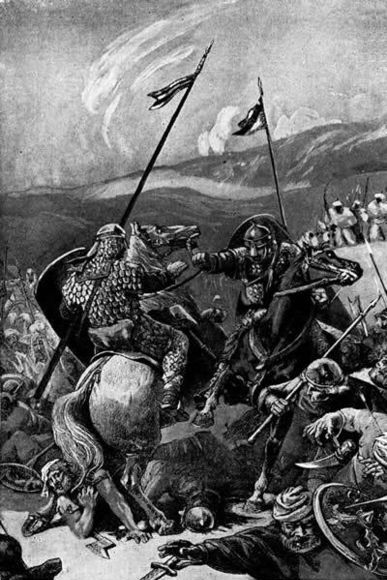
تانكرد قائد صليبي، احتل بيت لحم عام 1099.

في 1099 دخلت المدينة تحت الحكم الصليبي بعد أن دخلها الجيش الصليبي بقيادة تانكرد فدمر المدينة واحرقها ولم يتبق منها إلا كنيسة المهد. لم يكتف الصليبيون بما حازوا عليه، فقاموا بتوسيع حدود المملكة، ومع أواخر يوليو 1099 غزوا شمال فلسطين، ثم وصل جيش الفاطميين في 12 أغسطس فالتقى وجيش المملكة الوليدة في عسقلان، وأحرز الصليبيون نصرًا هامًا ضمن لهم السيطرة على الساحل الفلسطيني؛ وقد دار خلاف بين أمراء المملكة حول طبيعة الدولة بين كونها دولة دينية يحكمها أسقفها ديبامرت مبعوث البابا، أو دولة مدنية يحكمها جودفري، واتفق أخيرًا على كونها دولة مدنية وذلك بمباركة ديبامبرت مبعوث البابا إلى المملكة، رغم أن طموحه هذا عاد للظهور بعد وفاة جودفري. عام 1100 توفي جودفري بنتيجة المرض، وخلفه شقيقه بالدوين الأول المتحدر من بولونيا وقد انتخب في 11 نوفمبر وتمّ التتويج في بيت لحم يوم 25 ديسمبر 1100 وهو يوم عيد الميلاد، بعد تنافس مع تانكرد والأسقف ديامبرت حول وراثة العرش، وقد تم إرضاء تانكرد بمنحه إمارة أنطاكية بعد أسر أميرها في حلب. أما بالدوين فكان أول من خلع عليه لقب «ملك المملكة اللاتينية في القدس»، ما شكل ترسيخًا لهوية الدولة الجديدة، وقد قسمت الدولة إلى أربع مطرانيات وأبرشيات عديدة تحت سلطة بطريرك القدس.
وقد دام الحكم الصليبي لبيت لحم حتى عام 1187 حيث عادت لأصحابها بعد انتصار المسلمين بقيادة صلاح الدين الأيوبي على الصليبين في معركة حطين. وفي عام 1229 عادت مدينة بيت لحم لحكم الصليبين بموجب الاتفاقية التي وقعت بين ممثلي الخليفة الكامل فخر الدين وأمير أربيل صلاح الدين وممثلي الإمبراطور فريدريك. لكنهم فقدوها نهائيا بعد عدة سنين فقط.

### العهد المملوكي والعثماني

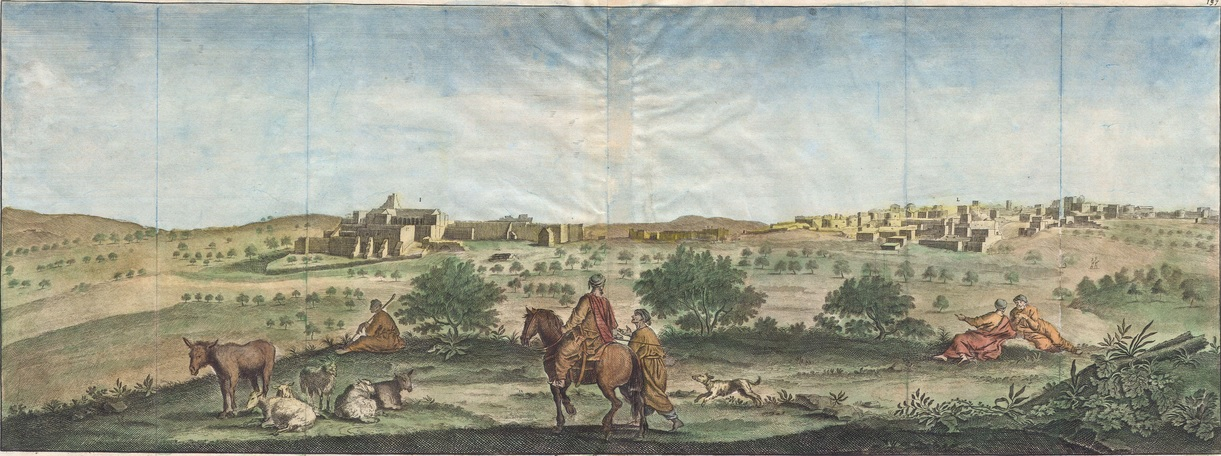
بيت لحم في عام 1698.

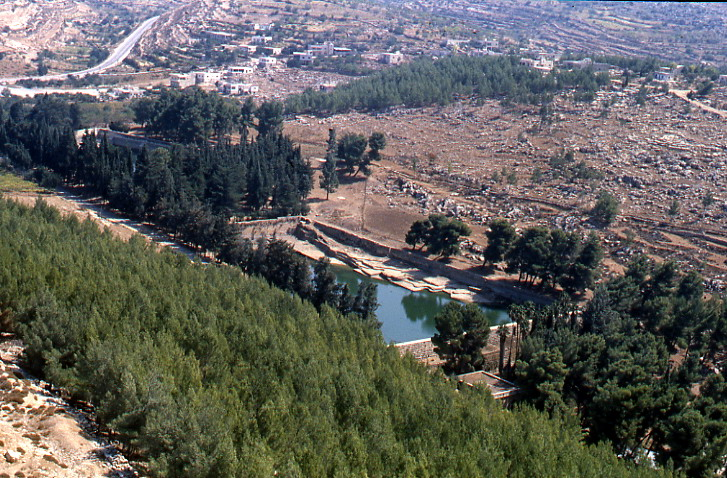
برك سليمان، أنشأها السلطان سليمان القانوني جنوب بيت لحم لتخزين المياه.

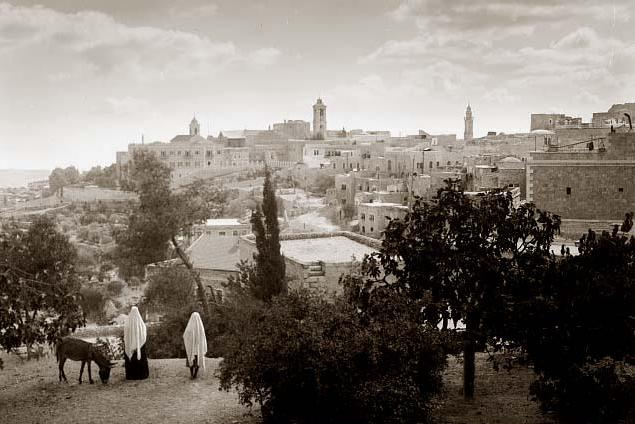
بيت لحم في عام 1898.

في عام 1244 تمكن المسلمون بقيادة نجم الدين من استعادة المدينة بشكل نهائي، قام بعدها الظاهر بيبرس بدخول المدينة عام 1263 ودمرا أبراجها وهدم أسوارها، وفي عام 1517 دخلت المدينة تحت الحكم العثماني، وبعد تطور وسائل النقل والمواصلات تحولت المدينة إلى مركز جذب هام للحجاج القادمين من أوروبا وانعكست أثاره على الأوضاع في المدينة وازدهرت صناعة الصوف والخزف وغيرها إلا أن سوء الأوضاع الاقتصادية دفع بالكثير من أبناء المدينة إلى الهجرة خارجها.
في القرن التاسع عشر - ومع بداية القرن الماضي أخذت المدينة بالنمو خاصة على أيدي المسيحيين الذين كانوا يشكلون الأكثرية العظمى. في عام 1831، عندما احتل محمد علي باشا مصر المدينة، طرد المسلمون المسيحيين وأمر الباشا بهدم حيّهم. وبعد عشرة أيام أعاد الأتراك بناءه.
من 1831 إلى 1841، كانت فلسطين تحت حكم أسرة محمد علي من مصر. خلال هذه الفترة، عانت المدينة من الزلازل الذي ضربها، فضلًا عن تدمير القوات المصرية لحي مسلم في عام 1834، على ما يبدو أنتقامًا لمقتل أحد الموالين لرعاية إبراهيم باشا. في عام 1841، أصبحت بيت لحم تحت سيطرة الحكم العثماني مرة أخرى وظلت كذلك حتى نهاية الحرب العالمية الأولى. في العهد العثماني، من المشاكل التي واجهتها سكان بيت لحم البطالة والخدمة العسكرية الإجبارية والضرائب الثقيلة، مما أدى إلى هجرة جماعية خاصة إلى أميركا الجنوبية.

### العصر الحديث

#### الانتداب البريطاني
في عام 1917، سقطت بيت لحم بيد الجيش الإنجليزي، ودخلت المدينة مع باقي مدن فلسطين مظلة الانتداب البريطاني على فلسطين عام 1920، وأصبحت جزءا من فلسطين في فترة الانتداب البريطاني وتم اضافتها إلى المنطقة المدوّلة عندما أصدرت الأمم المتحدة قرار تقسيم فلسطين إلى دولتين عربية ويهودية عام 1947، ولكن قام الأردن بضمها مع سائر مناطق الضفة الغربية عام 1951. وبقيت تحت الحكم الأردني حتى حرب 1967.
ارتفعت درجة بيت لحم الإدارية بعد أن كانت (ناحية) في العهد العثماني إلى (قضاء) في العهد البريطاني، يقع بين اقضية القدس والخليل وأريحا. وبقي كذلك لعام 1944 م حيث الغي هو وقضاء اريحا والحقا بقضاء القدس. فكان ذلك آخر تغيير إداري قامت به الحكومة البريطانية في فلسطين.
قرار التقسيم

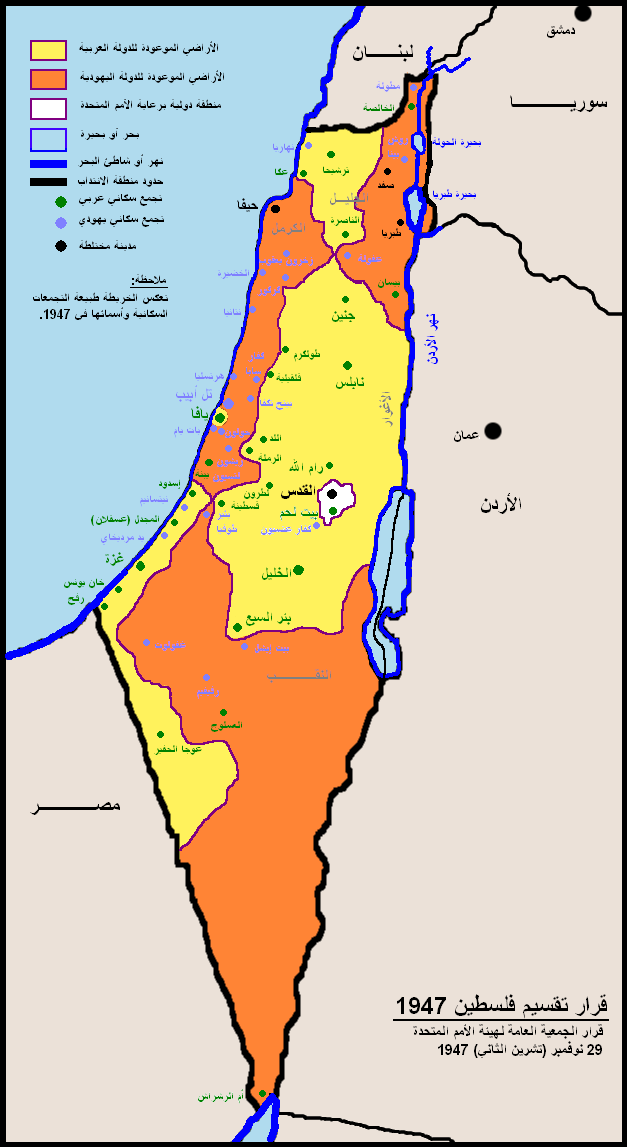
خارطة تقسيم فلسطين عام 1947، تظهر بيت لحم ضمن المنطقة المدوَلة.

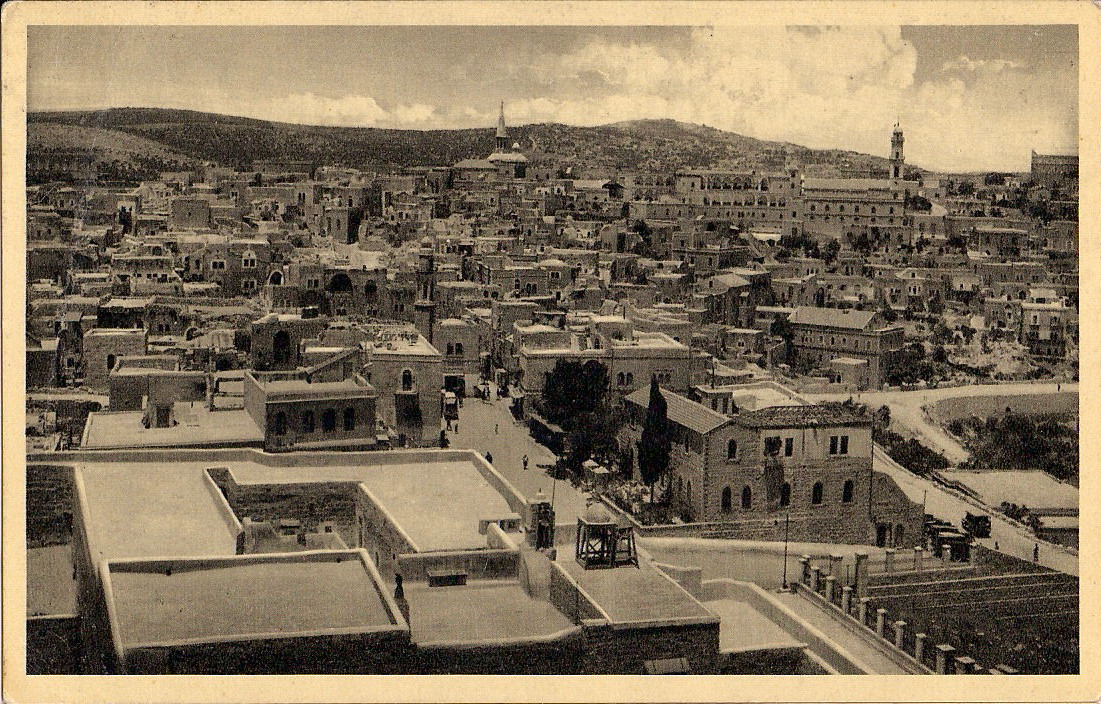
بيت لحم في العشرينات من القرن العشرين.

قامت هيئة الأمم المتحدة عام 1947 بمحاولة لإيجاد حل الصراع العربي الإسرائيلي القائم على فلسطين، وقامت هيئة الأمم بتشكيل لجنة UNSCOP المتألّفة من دول متعدّدة باستثناء الدّول دائمة العضوية لضمان الحياد في عملية إيجاد حلّ للنزاع.
قامت اللجنة بطرح مشروعين لحل النزاع، تمثّل المشروع الأول بإقامة دولتين مستقلّتين، وتُدار مدينة القدس من قِبل إدارة دولية. وتمثّل المشروع الثاني في تأسيس فيدرالية تضم كلا من الدولتين اليهودية والعربية. ومال معظم أفراد لجنة UNSCOP تجاه المشروع الأول والرامي لتأسيس دولتين مستقلّتين بإطار اقتصدي موحد. وقامت هيئة الأمم بقبول مشروع لجنة UNSCOP الدّاعي للتقسيم مع إجراء بعض التعديلات على الحدود المشتركة بين الدولتين، العربية واليهودية، على أن يسري قرار التقسيم في نفس اليوم الذي تنسحب فيه قوات الانتداب البريطاني من فلسطين.
أعطى قرار التقسيم 55% من أرض فلسطين للدولة اليهودية، وشملت حصّة اليهود من أرض فلسطين على وسط الشريط البحري (من إسدود إلى حيفا تقريبا، ما عدا مدينة يافا) وأغلبية مساحة صحراء النقب (ما عدا مدينة بئر السبع وشريط على الحدود المصرية). ولم تكن صحراء النّقب في ذاك الوقت صالحة للزراعة ولا للتطوير المدني، واستند مشروع تقسيم الأرض الفلسطينية على أماكن تواجد التّكتّلات اليهودية بحيث تبقى تلك التكتّلات داخل حدود الدولة اليهودية. وكان نصيب بيت لحم أن يتم الحاقها بالمنطقة المدولة مع القدس.

#### الحكم الأردني
ومع باقي الضفة الغربية دخلت المدينة في عام 1951 في اتحاد مع المملكة الأردنية الهاشمية، وأصبحت في عام 1964 مركزاً لمحافظة بيت لحم. وبقيت تحت الحكم الأردني حتى احتلالها في حرب 1967 أو النكسة.

#### النكسة

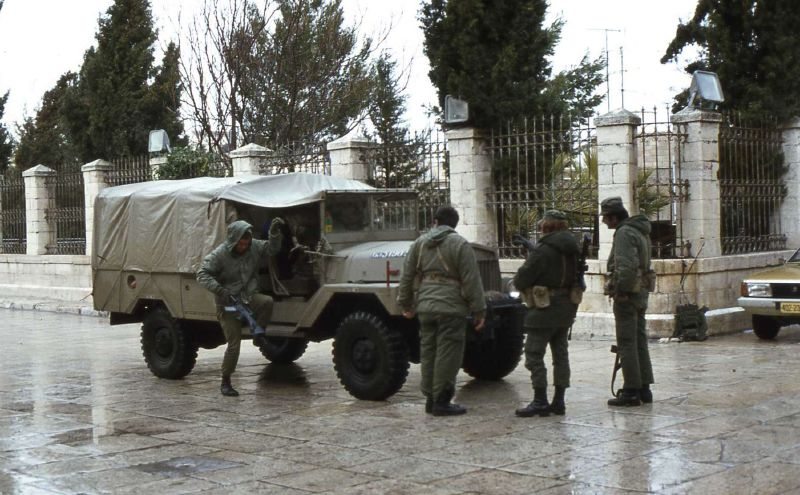
جنود الاحتلال الإسرائيلي في ساحة كنيسة المهد.

سقطت المدينة في يد إسرائيل بعد عام 1967، لتظل تحت الاحتلال لمدة 27 سنة وتعاني من الإهمال الإسرائيلي لها كباقي المدن العربية الفلسطينية المحتلة. وقد صادرت سلطات الاحتلال مساحات شائعة من أراضي بيت لحم وأقامت عليها العديد من المستوطنات.
في عام 1987، انخرط سكان مدينة بيت لحم بوقت مبكر في الانتفاضة الفلسطينية الأولى. وكانت القيادة الوطنية الموحدة للانتفاضة، تقوم بتوزيع النشرات الأسبوعية في شوارع بيت لحم مع جدول زمني للإضراب المتصاحب مع الاحتجاجات اليومية ضد الدوريات الإسرائيلية في المدينة. وفي المظاهرات، تم أحراق الإطارات في الشوارع، كما ألقى الحشود الحجارة والزجاجات الحارقة على جنود الاحتلال. ورد الجيش الإسرائيلي بالغاز المسيل للدموع والرصاص المطاطي. واغلقت المدارس في مدينة بيت لحم قسرا، وفتحت تدريجيا لبضع ساعات. ونفذت الاعتقالات خارج البيوت، وفرض حظر التجول ومنع السفر، ما اعتبره الفلسطينيون بأنه عقاب جماعي. ردا على إغلاق المدارس، وتنظيم دورات تعليم سكان المنزل لمساعدة الطلاب على استدراك المادة الفائتة، وهذا أصبح واحدا من الرموز القليلة من العصيان المدني.

#### السلطة الفلسطينية
في 21 ديسمبر 1995، انسحبت القوات الإسرائيلية من بيت لحم، وبعد ثلاثة أيام أصبحت المدينة تحت إدارة السلطة الوطنية الفلسطينية وسيطرتُها العسكرية الكاملة بناءً على الاتفاق الانتقالي بشأن الضفة الغربية وقطاع غزة في عام 1995. وأصبحت المدينة مُنذ ذلك الحين، مركزاً لمحافظة بيت لحم، كما وقعت معظم أراضي المحافظة ضمن تصنيف (أ) و (ب) حسب اتفاق أوسلو.
خلال الانتفاضة الفلسطينية الثانية، في 2000-2001، تضررت بشدة البنية التحتية في بيت لحم والسياحة. وفي عام 2002، كانت المدينة منطقة القتال الرئيسية في عملية الدرع الواقي، عملية عسكرية كبرى من جانب الجيش الإسرائيلي.
خلال العملية، قام الجيش الإسرائيلي بمُحاصرة كنيسة المهد، حيث كان حوالي 200 مسلح فلسطيني لجأوا إلى الكنيسة. واستمر الحصار لمدة 39 يومًا وقتلوا تسعة من المسلحين ورجل كنيسي. انتهى الحصار باتفاق على نفي 13 من المسلحين المطلوبين إلى دول أوروبية مختلفة وموريتانيا.

## الأهمية الدينية

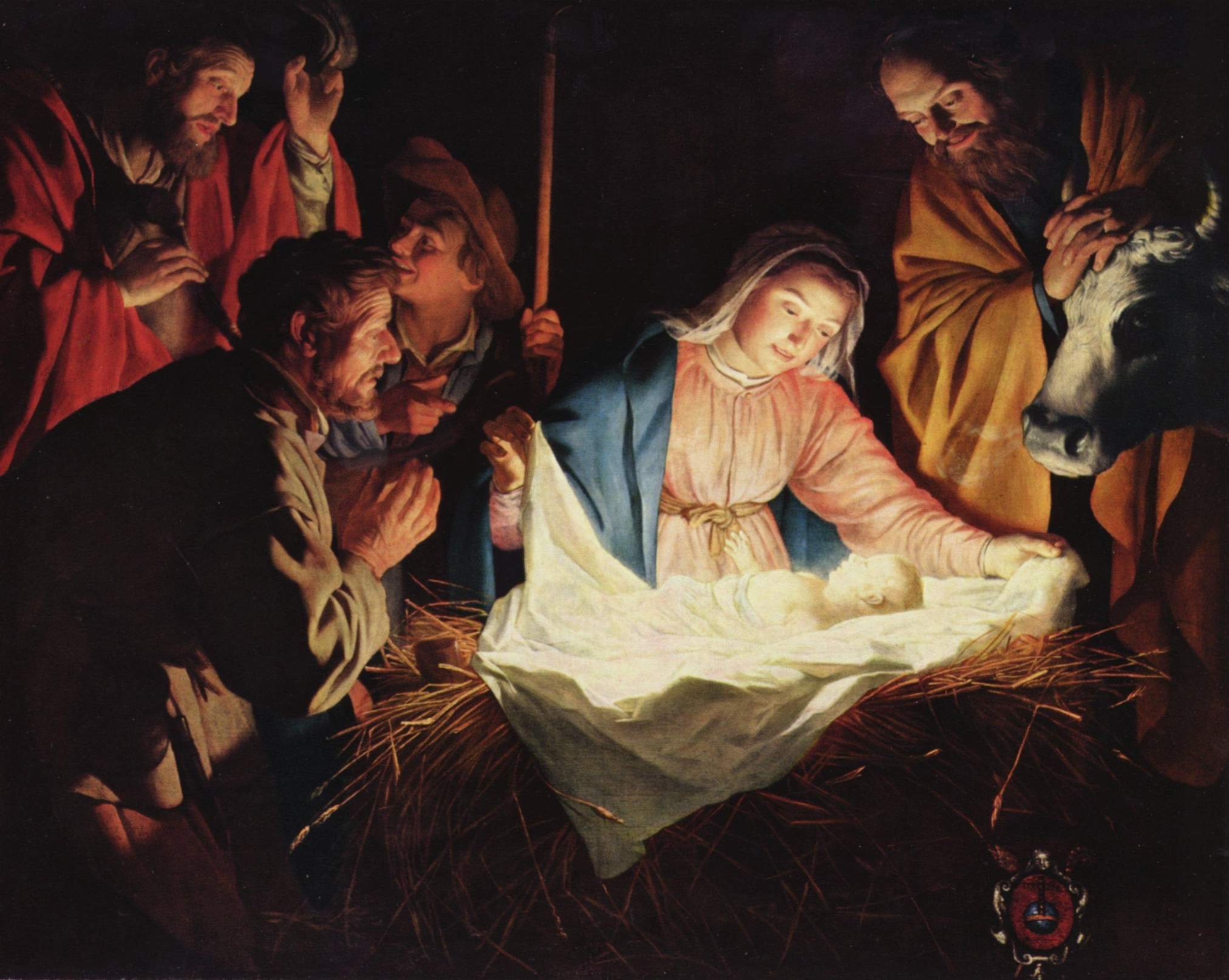
لوحة ميلاد يسوع، تظهر الطفل ومريم ويوسف والرعاة. بريشة هونثروست، 1622.

لبيت لحم أهمية عظيمة لدى المسيحيين لكونها مسقط رأس يسوع (عيسى). في بيت لحم العديد من الكنائس، ولعل أهمها كنيسة المهد، التي بنيت على يد قسطنطين الأكبر (330 م). وذلك فوق كهف أو مغارة، والتي يعتقد أنها الإسطبل الذي ولد فيه يسوع. يعتقد أن هذه الكنيسة هي أقدم الكنائس الموجودة في العالم. كما أن هناك سرداب آخر قريب يعتقد أن جيروم قد قضى ثلاثين عاما من حياته فيه يترجم الكتاب المقدس.
يفهم من هذا النص أن يوسف ومريم لم يجدا لهما مكانا في منزل كمهام المعروف في بيت لحم فنزلا في مغارة تأوي اليها البهائم ويروي متى الإنجيلي أنه بعد ولادة يسوع، قام بعض المجوس من الشرق بزيارة هيرودس للاستعلام عن مكان «الشخص الذي ولد ملكا لليهود»، لأنهم رأوا نجمه في الشرق. كان هيرودس، ملك اليهود، قلقًا من احتمال أن يفقد عرشه. قام هيرودس بتجميع رؤساء الكهنة وكتّاب الشعب وسألهم أين وُلد «الممسوح» (المسيح، باليونانية: Ὁ Χριστός، هو كريستوس). أجابوا: في بيت لحم، حيث تنبا ميخا قبل سبعمئة وخمسين عاما عن قدومه «وانت يا بيت لحم ارض يهوذا لست الصغرى بین روساء يهوذا لأن منك يخرج مدبر يرعی شعبي اسرائيل». أرسل هيرودس المجوس إلى بيت لحم، وأمرهم بالبحث عن الطفل، وبعد أن يعثروا عليه، «أن يخبروه عنه، حتى يذهب هو أيضاً ليعبده». وقدم المجوس إلى بيت لحم وقدّموا للمولود هدايا من ذهب ولبان ومر. وانصرفوا من طريق آخر مارین بحقل الرعاة شرقا كي لا يقابلوا هيرودس الذي ظنوا فيه شرا بعد أن تم تحذيرهم في حلم بعدم إبلاغ هيرودس. وبالمثل، تم تحذير يوسف في حلم أن هيرودس كان يعتزم قتل يسوع، لذلك فر هو وعائلته إلى مصر. عندما أدرك هيرودس أنه قد خدع، أصدر أوامر بقتل جميع الأولاد الذين تقل أعمارهم عن سنتين في بيت لحم والمناطق المجاورة لها من ابن عامين فما دون لعله يقتل الطفل المولود بينهم. بقي يوسف وعائلته في مصر حتى وفاة هيرودس، ثم انتقلوا إلى الناصرة في الجليل لتجنب العيش تحت حكم أرخيلاوس ابن هيرودس.
تُذكر رواية الميلاد في إنجيلي متى ولوقا، وتغدوا الرواية في إنجيل لوقا أكثر تفصيلاً؛ عناصر الرواية الإنجيلية للميلاد مفادها أن مريم قد ظهر لها جبرائيل مرسلاً من قبل الله وأخبرها أنها ستحبل بقوّة الروح القدس بطفل «يكون عظيمًا وابن العلي يدعى، ولن يكون لملكه نهاية»،لوقا 1/32] وعندما اضطرب يوسف النجار خطيب مريم من روايتها ظهر له الملاك أيضًا في الحلم تصديقًا لرواية مريم وتشجيعًا له، ويتفق متى ولوقا أن الميلاد قد تمّ في بيت لحم مدينة النبي داود لا في مدينة الناصرة حيث كانا يعيشان وحيث تمت البشارة، يعود ذلك تتميمًا للنبؤات السابقة حول مكان الميلاد سيّما نبؤة النبي ميخا، أما السبب المباشر فهو طلب أغسطس قيصر إحصاء سكان الإمبراطورية الرومانية تمهيدًا لدفع الضرائب، ولذلك سافر يوسف مع مريم وكان حينها قد ضمها إلى بيته كزوجته دون أن تنشأ بينهما علاقة زوجية، وعند وصولهما إلى بيت لحم لم يجدا مكانًا للإقامة في فندق أو نزل وحان وقت وضع مريم، فبحسب إنجيل لوقا وضعت طفلها في مذود ولفته بقماط.لوقا 2/7] وإن ذكر المذود هو الدافع الأساسي للاعتقاد بوجود المغارة أو الحظيرة، لأن الحظائر عادة كانت عبارة عن كهوف أما المذود فهو مكان وضع علف الحيوانات، وكان أوريجانوس قد أثبت المغارة وقال أنه نقل القصة عن تقاليد أقدم.

## الجغرافيا

صورة جوية لبيت لحم عام 1997.

التلال الشمالية في بيت لحم.

تقع بيت لحم 31°43′0″N 35°12′0″E / 31.71667°N 35.20000°E وعلى ارتفاع حوالي 775 متر (2,543 قدم) فوق مستوى سطح البحر، 30 مترا (98 قدم) أعلى من القدس. بيت لحم وتقع في الجزء الجنوبي من جبال الخليل.
تقع المدينة على بعد 10 كيلومترات (6.2 ميل) إلى الجنوب من القدس، 73 كيلومترًا (45 ميل) شمال شرق قطاع غزة والبحر المتوسط، و 75 كيلومترًا (47 ميل) إلى الغرب من عمان عاصمة الأردن، و 59 كيلومترًا (37 ميل) إلى الجنوب الشرقي من تل أبيب وعلى بعد 10 كيلومترات (6.2 ميل) إلى الجنوب من القدس.
من المدن والبلدات القريبة تشمل بيت صفافا والقدس في الشمال، وبيت جالا إلى الشمال الغربي، حوسان إلى الغرب، الخضر وأرطاس إلى الجنوب الغربي، وبيت ساحور إلى الشرق. وتقع بيت جالا، وبيت ساحور تُشكل تجمع مع بيت لحم وتقع مخيمات اللاجئين عايدة ومخيم بيت جبرين داخل حدود المدينة.
تقع البلدة القديمة في وسط المدينة، وتتألف من ثمانية أرباع سكنية (أحياء)، المبنية بأسلوب الفسيفساء التي تشكل المنطقة المحيطة ساحة كنيسة المهد. الأرباع تضمُ المسيحيين وربع واحد فقط يضمُ مسلمين. سُميت معظم الأحياء المسيحية حسب أسماء عشائر الغساسنة العربية التي استقرت هُناك. وشكل المغتربين العرب المسيحيين حي القواوسة الذين أتوا من تقوع في القرن الثامن عشر. هُناك أيضًا ربع السريانية يقع خارج البلدة القديمة، تعود أصول سكانها من مديات وماسارتي «وMa'asarte» في تركيا. يبلغ عدد سُكان البلدة القديمة 5,000 نسمة.

### التقسيم الإداري
مناطق المدينة

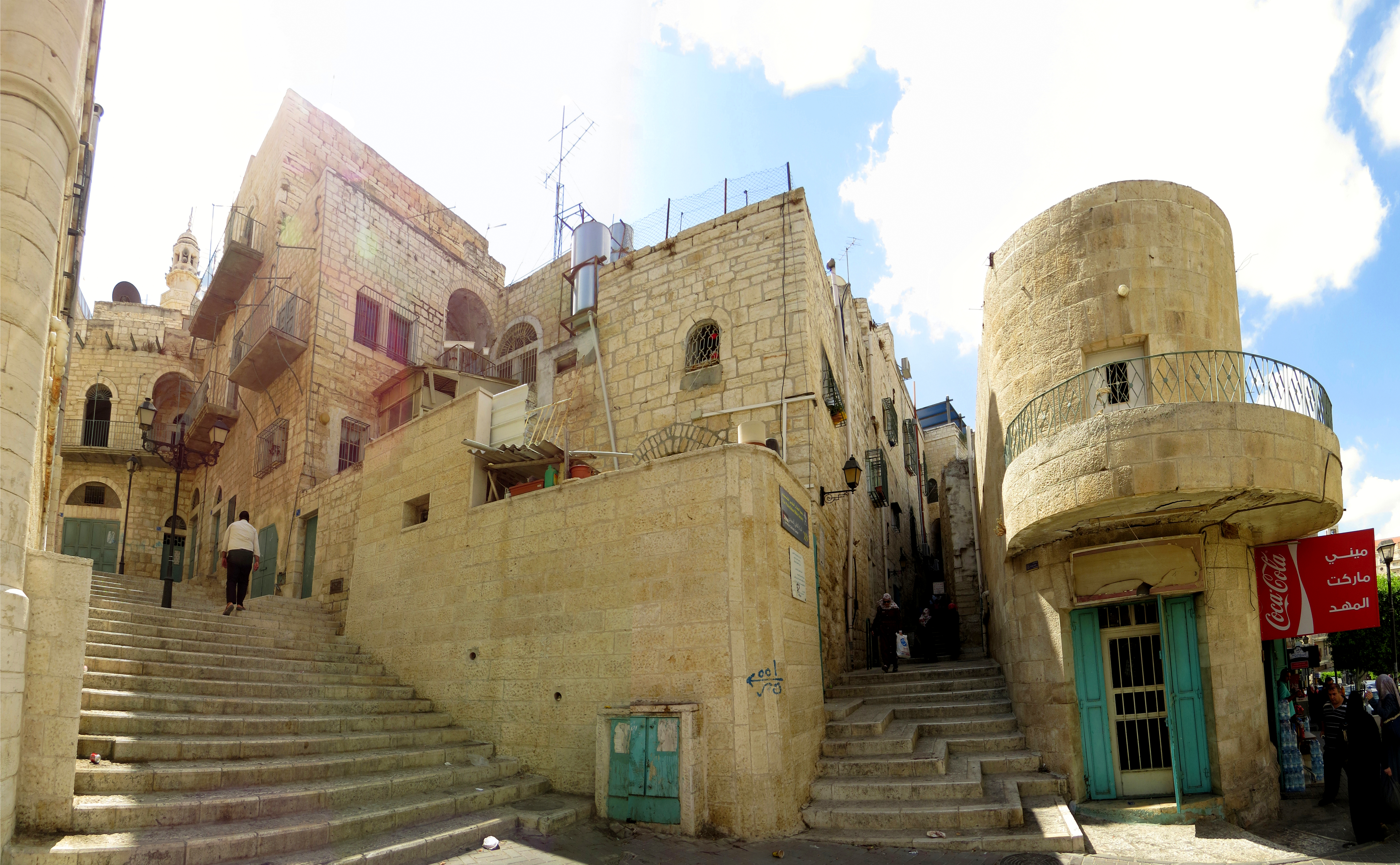
جانب من أحد الأحياء القديمة في مدينة بيت لحم.

تعتبر البلدة القديمة في بيت لحم أهم مناطقها على الإطلاق لوجود أهم المعالم الدينية المسيحية فيها، وهي تتوسط المدينة وشوارعها. من أهم تلك الشوارع: طريق الخليل، الشارع الجديد، شارع بيت ساحور، شارع بولس السادس، شارع السينما، شارع الفرير، شارع جمال عبد الناصر.
المخيمات
تضم منطقة بيت لحم ثلاثة مخيمات رئيسية هي مخيم عايدة، مخيم بيت جبرين، ومخيم الدهيشة. ومثلها مثل باقي مخيمات الضفة الغربية، فقد تأسست فوق قطعة من الأرض استأجرتها الأونروا من الحكومة الأردنية.
- مخيم عايدة: تأسس عام 1950 بين مدينتي بيت لحم وبيت جالا. ويمتد فوق مساحة من الأرض تبلغ 0,71 كيلومتر مربع لم تنم بشكل كاف مع نمو مجتمع اللاجئين. ولذلك، فإن المخيم يعاني من مشاكل اكتظاظ شديدة.[68]
- مخيم بيت جبرين: تأسس عام 1950 في قلب مدينة بيت لحم. وهو يعد أصغر مخيم للاجئين في الضفة الغربية حيث تبلغ مساحته 0.02 كيلومتر مربع فقط. وغالبا ما يطلق على المخيم أيضا اسم مخيم عزة.[69]
- مخيم الدهيشة: تأسس عام 1949 فوق مساحة من الأرض تبلغ 0.31 كيلومتر مربع ضمن حدود بلدية بيت لحم.[70]

### المناخ
يسود في بيت لحم مناخ متوسطي معتدل، ذو صيف حار وجاف، وشتاء بارد ممطر. يحل فصل الربيع في أواخر شهر مارس (آذار) وأوائل أبريل (نيسان)، ويعتبر شهرا يوليو (تموز) وأغسطس (آب) أحرّ شهور السنة، حيث يصل معدل درجات الحرارة فيهما إلى 28.9 ° مئوية (84 ° فهرنهايت)، أما أكثر الأشهر برودة فهو يناير (كانون الثاني)، ويصل فيه معدل درجة الحرارة إلى 3.9 ° مئوية (39 ° فهرنهايت).
أما بالنسبة لمعدلات الأمطار فتكون معدومة في بعض الأشهر مثل يونيو ويوليو وأغسطس. بينما يتساقط بين شهريّ أكتوبر (تشرين الأول) وأبريل (نيسان) عادةً، ويبلغ معدل المتساقطات السنوي 589 مليمتراً (23.2 إنش)، وتكون في أعلى معدلاتها في شهري يناير وفبراير حيث يمكن أن يصل مستواها إلى أكثر من 170 ميليمتر.
| البيانات المناخية لـبيت لحم  | البيانات المناخية لـبيت لحم | البيانات المناخية لـبيت لحم | البيانات المناخية لـبيت لحم | البيانات المناخية لـبيت لحم | البيانات المناخية لـبيت لحم | البيانات المناخية لـبيت لحم | البيانات المناخية لـبيت لحم | البيانات المناخية لـبيت لحم | البيانات المناخية لـبيت لحم | البيانات المناخية لـبيت لحم | البيانات المناخية لـبيت لحم | البيانات المناخية لـبيت لحم | البيانات المناخية لـبيت لحم |
| الشهر                        | يناير                       | فبراير                      | مارس                        | أبريل                       | مايو                        | يونيو                       | يوليو                       | أغسطس                       | سبتمبر                      | أكتوبر                      | نوفمبر                      | ديسمبر                      | المعدل السنوي               |
| ---------------------------- | --------------------------- | --------------------------- | --------------------------- | --------------------------- | --------------------------- | --------------------------- | --------------------------- | --------------------------- | --------------------------- | --------------------------- | --------------------------- | --------------------------- | --------------------------- |
| متوسط درجة الحرارة الكبرى °ف | 53.1                        | 55.9                        | 61.0                        | 70.0                        | 77.0                        | 82.0                        | 84.0                        | 84.0                        | 82.0                        | 77.0                        | 57.0                        | 62.4                        | 70.5                        |
| متوسط درجة الحرارة الصغرى °ف | 39.0                        | 39.9                        | 43.0                        | 48.9                        | 54.0                        | 59.0                        | 63.0                        | 63.0                        | 61.0                        | 57.0                        | 48.9                        | 42.1                        | 51.6                        |
| الهطول إنش                   | 5.60                        | 4.50                        | 3.90                        | 1.20                        | 0.10                        | 0                           | 0                           | 0                           | 0                           | 0.90                        | 2.70                        | 4.30                        | 23.2                        |
| متوسط درجة الحرارة الكبرى °م | 11.7                        | 13.3                        | 16.1                        | 21.1                        | 25.0                        | 27.8                        | 28.9                        | 28.9                        | 27.8                        | 25.0                        | 13.9                        | 16.9                        | 21.4                        |
| متوسط درجة الحرارة الصغرى °م | 3.9                         | 4.4                         | 6.1                         | 9.4                         | 12.2                        | 15.0                        | 17.2                        | 17.2                        | 16.1                        | 13.9                        | 9.4                         | 5.6                         | 10.9                        |
| الهطول مم                    | 142.2                       | 114.3                       | 99.1                        | 30.5                        | 2.5                         | 0                           | 0                           | 0                           | 0                           | 22.9                        | 68.6                        | 109.2                       | 589.3                       |
| المصدر: قناة الطقس           |                             |                             |                             |                             |                             |                             |                             |                             |                             |                             |                             |                             |                             |

## السكان
| سنة           | عدد السكان  |
| ------------- | ----------- |
| 1867          | 3,000-4,000 |
| 1945          | 8,820       |
| 1961          | 22,450      |
| 1983          | 16,300      |
| 1997          | 21,930      |
| 2004 (تقديري) | 28,010      |
| 2006 (تقديري) | 29,930      |
| 2007          | 25,266      |

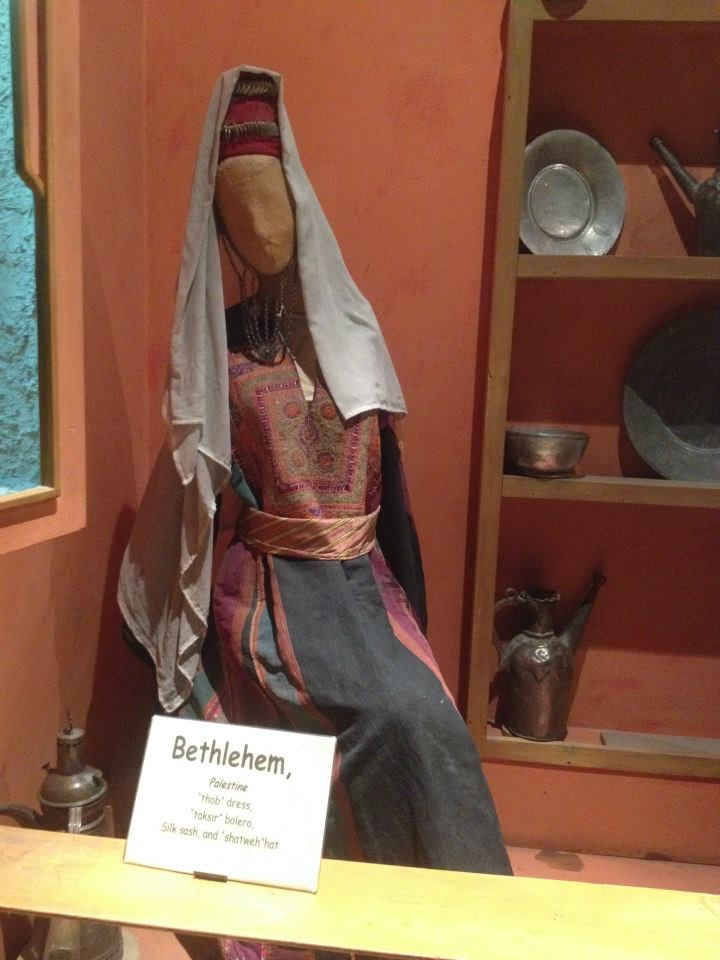
الزي الشعبي التلحمي

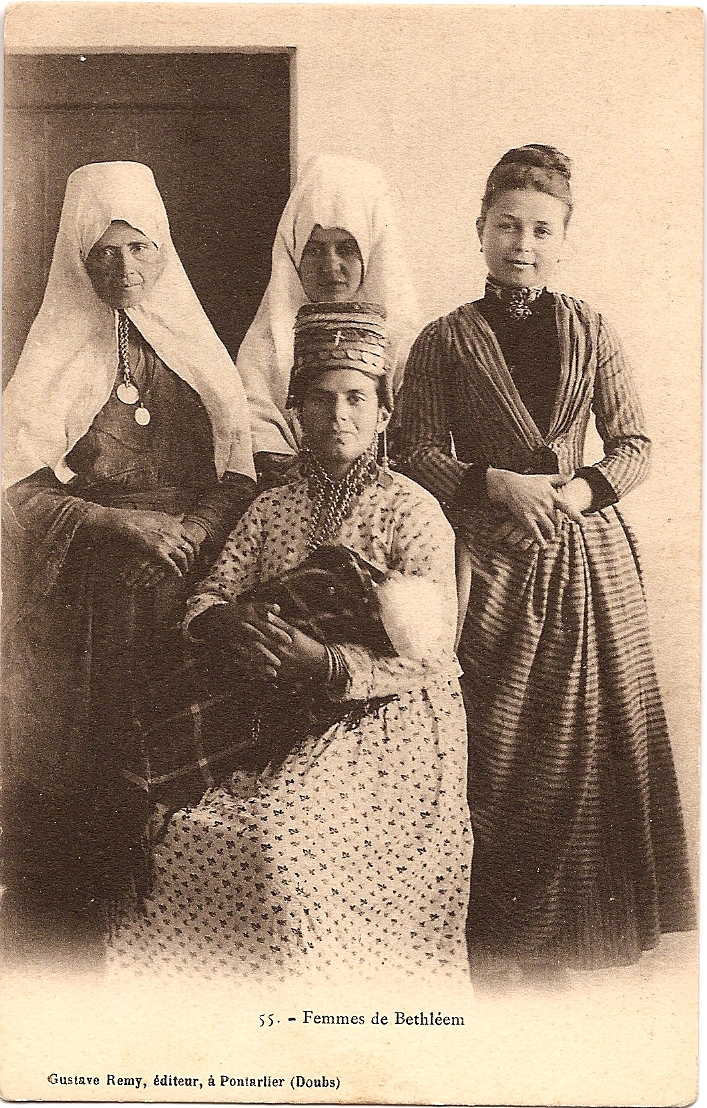
أربعة نساء مسيحيات في بيت لحم عام 1911

وفقًا لسجلات الضرائب العثمانية، شكل المسيحيون نسبة 60% من السكان في القرن السادس عشر، وفي منتصف القرن 16 أصبحت أعداد المسلمين والمسيحيين متساوية. لم يكن هناك مسلمون في نهاية القرن، وبلغ عدد سكانها 287 (سجل الذكور البالغين دافعي الضرائب). وطلب آنذاك من المسيحيين وغير المسلمين دفع ضريبة الجزية في جميع أنحاء الدولة العثمانية. في عام 1867، وصف زائر أمريكي المدينة الذي بلغ عدد سكانها 3,000 إلى 4,000 منهم 100 يتبعون البروتستانتية و 300 من المسلمين و«ما تبقى ينتمون إلى الكنائس اللاتينية واليونانية مع نسبة قليلة من الأرمن»  ووفقًا لتقرير آخر من نفس العام بلغ عدد السكان المسيحيين 3000، وبالإضافة إلى 50 من المسلمين.
في عام 1948، شكلت المسيحية نسبة 85% من التركيبة السُكانية للمدينة معظمها من الطوائف اليونانية الأرثوذكسية والكاثوليكية، أما نسبة المسلمين بلغت 13% مسلم سني.
وفقًا للإحصائيات الإسرائيلية عام 1967، بلغ عدد سكان بيت لحم 14,439 نسمة منهم 7,790 نسمة مسلمين ما نسبته 53,9% بينما بلغ عدد المسيحيين 6,231 نسمة ما يعادل 46,1% من سكان بيت لحم.
وفقًا لتعداد الجهاز المركزي للإحصاء عام 1997، فقد بلغ عدد سكان المدينة 21,670 نسمة، بما في ذلك 6,570 لاجئ وهو ما يمثل 30.3% من سكان المدينة. وفي عام 1997، أما التوزيع العمري السكاني لفترات عُمرية مختلفة كالتالي: 27,4% تحت سن عشرة سنوات و 20% 10-19 سنة و 17.3% 20-29 سنة، 17.7% 30-44 سنة و 12.1% 45-64 سنة و 5.3% فوق سن 65 عامًا. بلغ عدد الذكور 11,079 أما عدد الإناث 10,594.
وفقا لتقديرات الجهاز المركزي للإحصاء، بلغ عدد سكان بيت لحم 29,930 نسمة في مُنتصف عام 2006. ومع ذلك، في تعداد 2007 كشف عن وجود 25,266 نسمة منهم 12,753 ذكورًا و 12,513 من الإناث. و 6,709 وحدة سكنية منها 5,211 كانت للأُسر. أما مُتوسط عدد أفراد الأسر 4,8.
بحلول عام 2005، كانت نسبة السكان المسيحيين تراجعت بشكل كبير، إلى حوالي 40% من 50%. المسجد الوحيد في المدينة القديمة هو مسجد عمر، ويقع في ساحة كنيسة المهد.

### الدين

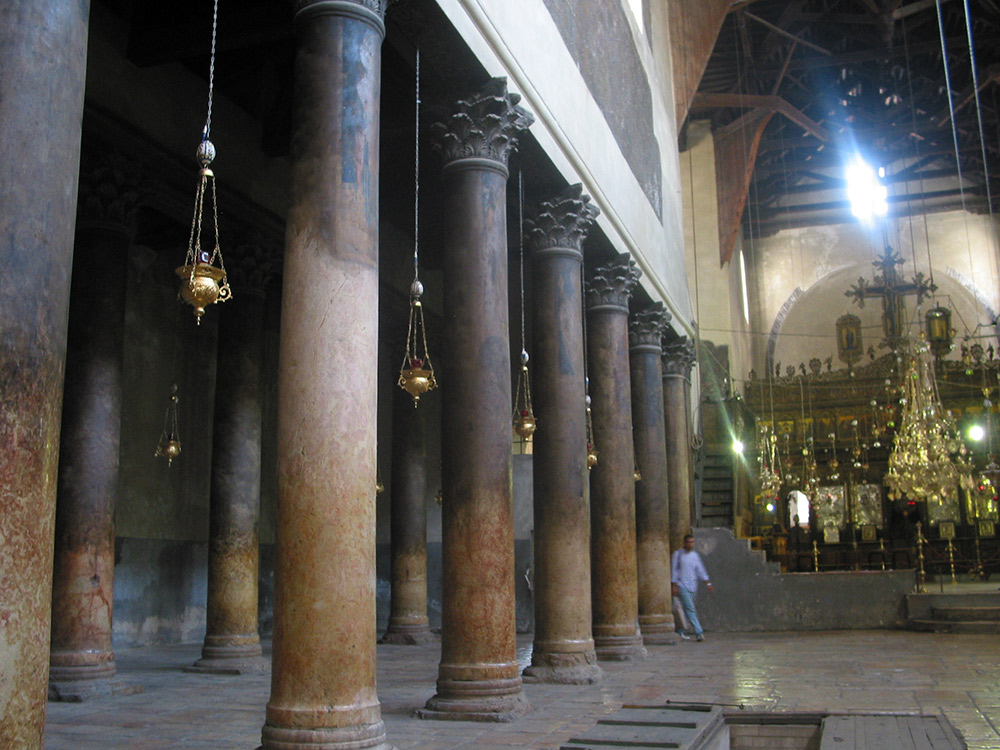
كنيسة المهد من الداخل.

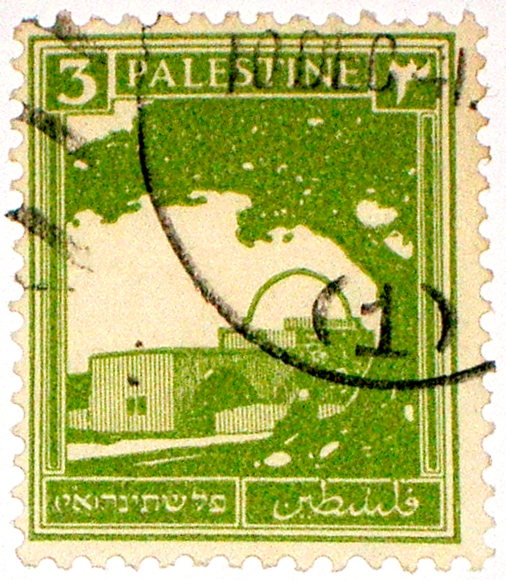
طابع فلسطيني يعود لعام 1927، يصوّر مسجد بلال بن رباح (أو قبة راحيل) بالمدينة.

يدعى الكثير من سكان بيت لحم المسيحيين أنهم ينحدرون من العشائر المسيحية العربية التي قدمت من شبه الجزيرة العربية، أكبر هذه العشائر في المدينة: الفراحية ونجاجرة. العشائر السابقة الذكر قد تنحدرُ من الغساسنة الذين هاجروا من اليمن إلى منطقة وادي موسى في الوقت الحاضر الأردن في حين أن النجاجرة تنحدر من العرب في نجران في جنوب الحجاز. عشيرة عريقة أخرى في المدينة هي عناترة وتنحدر أصولهم من شبه الجزيرة العربية.

أنخفضت أعداد المسيحيين في المدينة بشكل مُطرد، ويرجع ذلك في المقام الأول إلى الهجرة. انخفاض معدل مواليد المسيحيين يمثل أيضًا سببًا للانخفاض. في عام 1947، بلغت نسبة المسيحيين حوالي 85%، ولكن بحلول عام 1998 انخفضت النسبة إلى 40%. في عام 2005، وضح رئيس بلدية بيت لحم فيكتور بطارسة أن "نتيجة للتوتر سواء الجسدي أو النفسي والحالة الاقتصادية السيئة، كثير من الناس يهاجرون، سواء مسيحيين أو مسلمين، لكن الهجرة أكثر أنتشارًا بين المسيحيين، لأنهم بالفعل هم أقلية.
أدت اندلاع الانتفاضة الفلسطينية الثانية إلى أنخفاض ناتج القطاع السياحي والتي أثرت على الأقلية المسيحية وعلى أصحاب الفنادق في بيت لحم الذين يقدمون خدمات المُلبية لإحتياجات السياج الأجانب. أشير تحليل إحصائي لهجرة المسيحيين من المدينة لانعدام الفرص الاقتصادية والتعليمية، خصوصًا الطبقة الوسطى والمتعلمة منهم. مُنذ اندلاع الانتفاضة الفلسطينية الثانية، غادر 10% من السكان المسيحيين المدينة.
ذكرت الصحيفة الإسرائيلية جيروزليم بوست ان «تقلص أعداد الطوائف المسيحية الفلسطينية في الأراضي المقدسة وبشكل خاص في بيت لحم جاء كنتيجة مباشرة بسبب انتمائها إلى الطبقة المتوسطة والعليا». يذكر أن المسيحيين لديهم صورة عامة كنخبة متعلمة وذات امتيازات طبقية، وكذلك عدم لجوئهم إلى العنف، مما يجعلهم أكثر عرضة للتعرض لأعمال عنف. يُذكر أن بسبب الهجرة المسيحية يتواجد غالبية مسيحيين بيت لحم خارج العالم العربي بشكل خاص في أمريكا اللاتينية التي تضم نصف مليون فلسطيني في أمريكا اللاتينية والوسطى حيث أن 80 إلى 85% منهم هم من المسيحيين الفلسطينيين. وتضم التشيلي أكبر جالية فلسطينية مسيحية في العالم خارج منطقة فلسطين حيث يصل أعدادهم إلى 350,000 وتعود أصول غالبيتهم إلى بيت لحم وبيت جالا وبيت ساحور ويعتبرون من الاقليات الناجحة جدًا فغالبيتهم ينتمون إلى الطبقة العليا والوسطى ومن المتعلمون كما وقد برز عدد منهم في السياسة والاقتصاد والثقافة.
في عام 2006، ووفقًا للاستطلاع الذي أجراهُ المركز الفلسطيني للبحوث والحوار الثقافي في المدينة أن 90% من المسيحيين قالوا أن لديهم أصدقاء مسلمين، ووافق 73,3% منهم على أن السلطة الوطنية الفلسطينية تُعامل التراث المسيحي في المدينة باحترام ونسب 78% منهم سبب هجرة المسيحيين إلى القيود الإسرائيلية التي تفرُضها على السفر.
إن مدينة بيت لحم هي من أقدس المواقع المسيحية في العالم كونها المدينة التي فيها وُلِدَ يسوع المسيح، وبسبب قدسية مدينة بيت لحم لدى العالم المسيحي تتواجد في المدينة عدد كبير من الكنائس والأديرة فضلًا عن المواقع المسيحية المقدسة، بالإضافة إلى المؤسسات المسيحيّة المختلفة من مدراس وجامعة كاثوليكية ومستشفيات شتى، وكونها مدينة ميلاد يسوع تُحظى المدينة بشعبية واسعة وترتبط بعيد الميلاد. كانت كنيسة المهد هي الأولى بين الكنائس الثلاث التي بناها الإمبراطور قسطنطين في مطلع القرن الرابع الميلادي حين أصبحت المسيحية ديانة الدولة الرسمية وكان ذلك استجابة لطلب الأسقف ماكاريوس في المجمع المسكوني الأول في نيقيه عام 325 للميلاد. دخلت كنيسة المهد سنة 2012 قائمة مواقع التراث العالمي، كنيسة المهد هي أول موقع فلسطيني يدرج ضمن لائحة التراث العالمي لمنظمة اليونيسكو. الجدول الآتي بأهم كنائس المدينة:

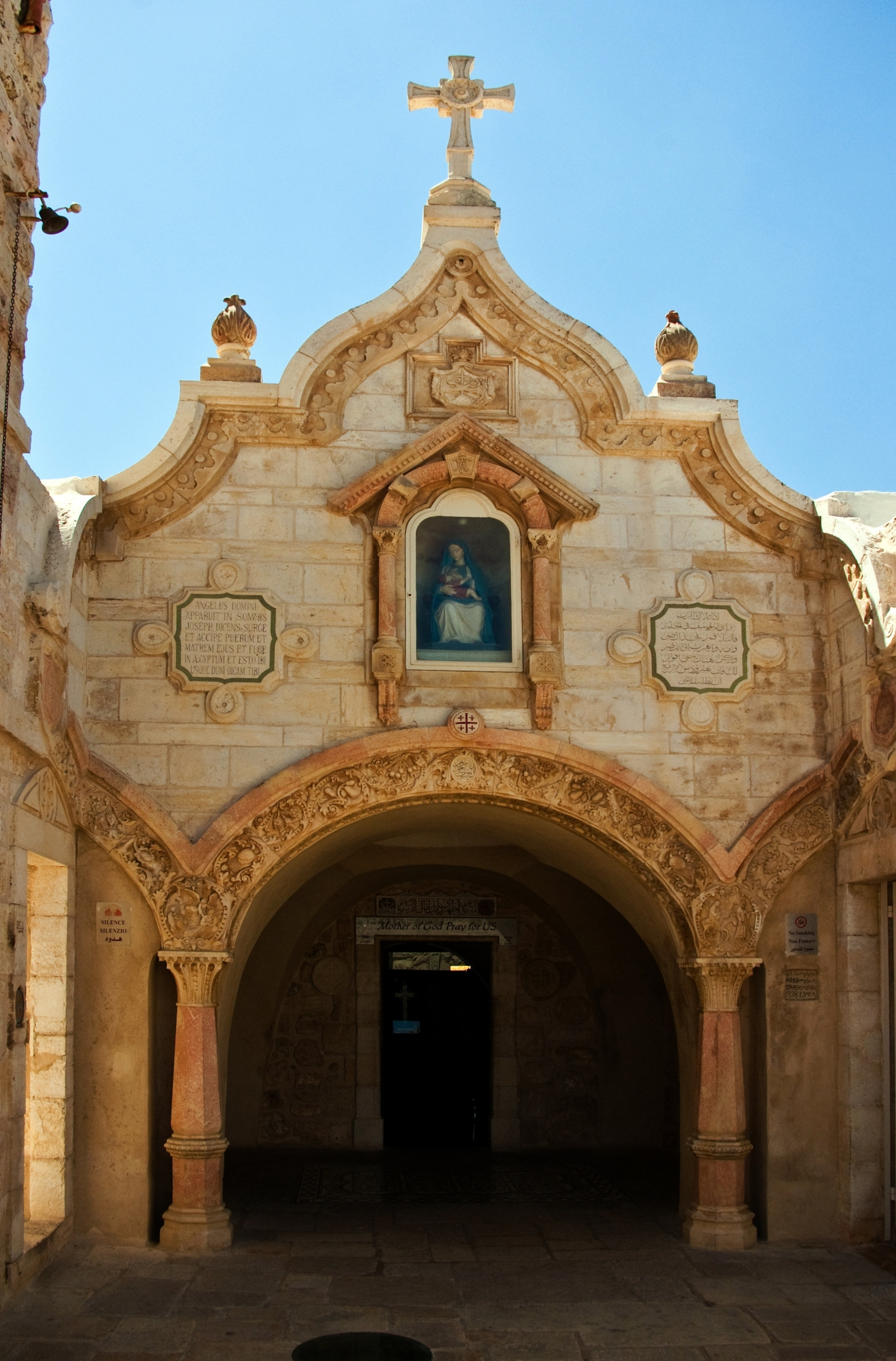
مغارة الحليب
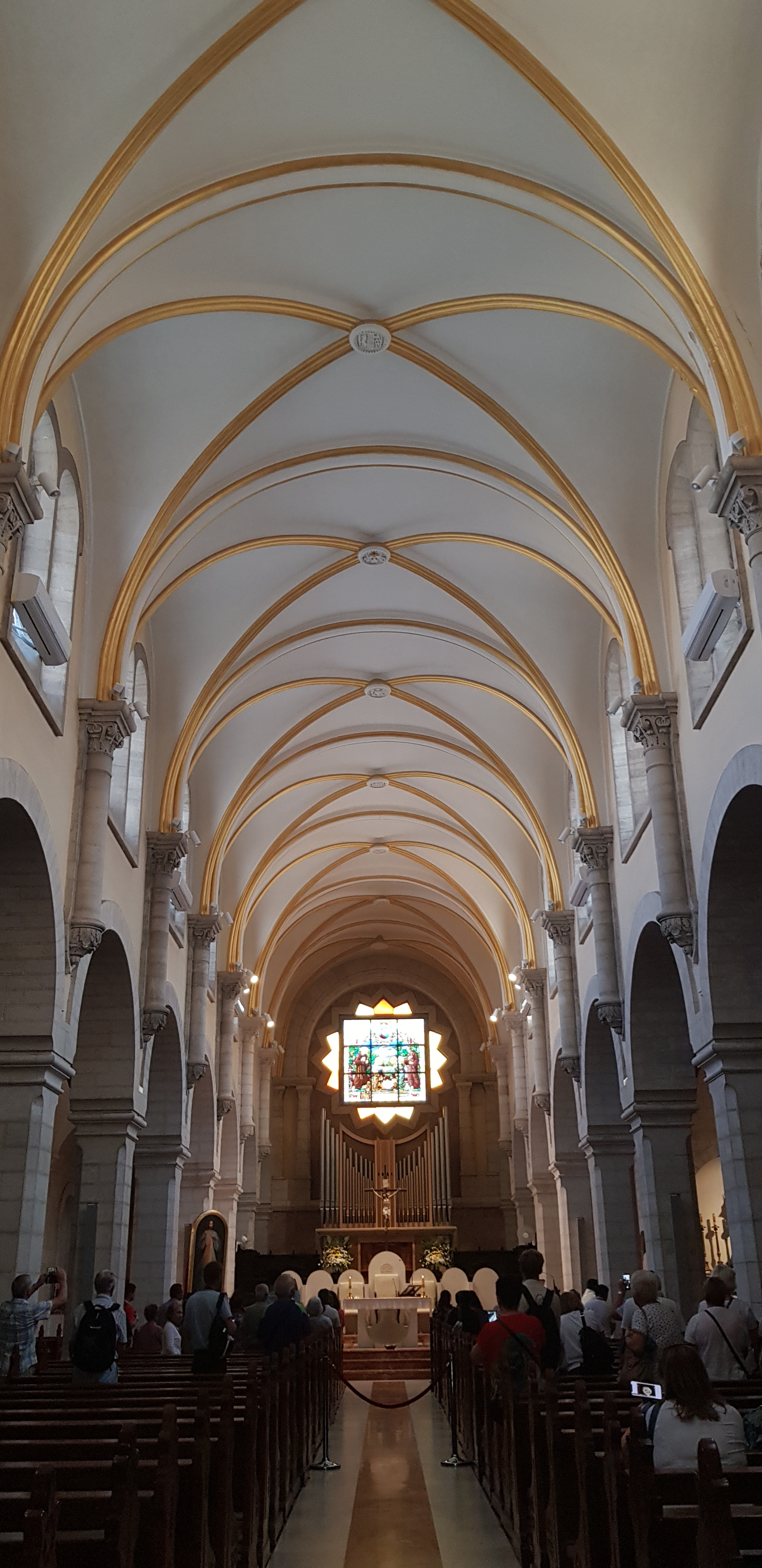
كنيسة القديسة كترينا
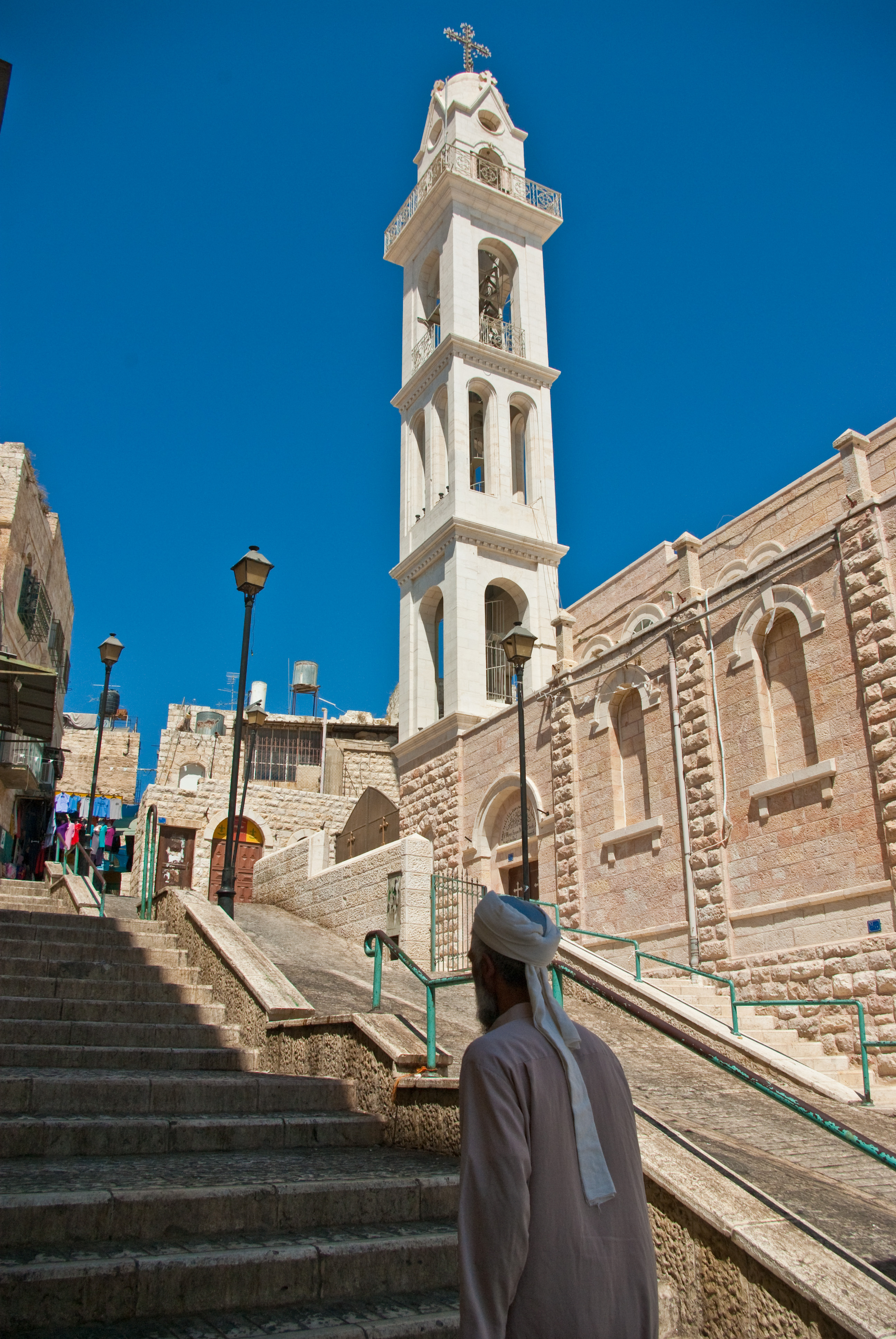
كنيسة السريان الأرثوذكس
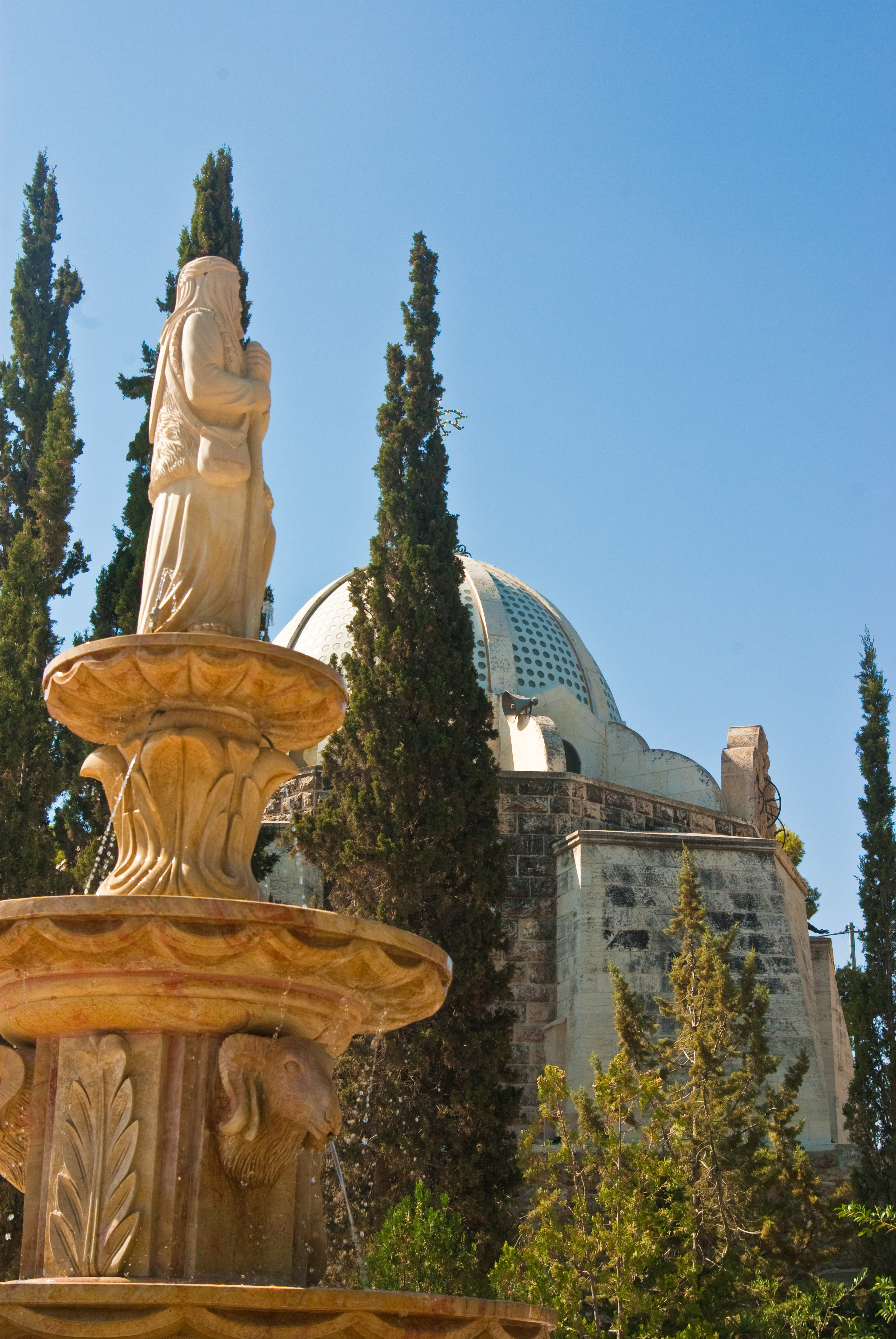
كنيسة حقل الرعاة
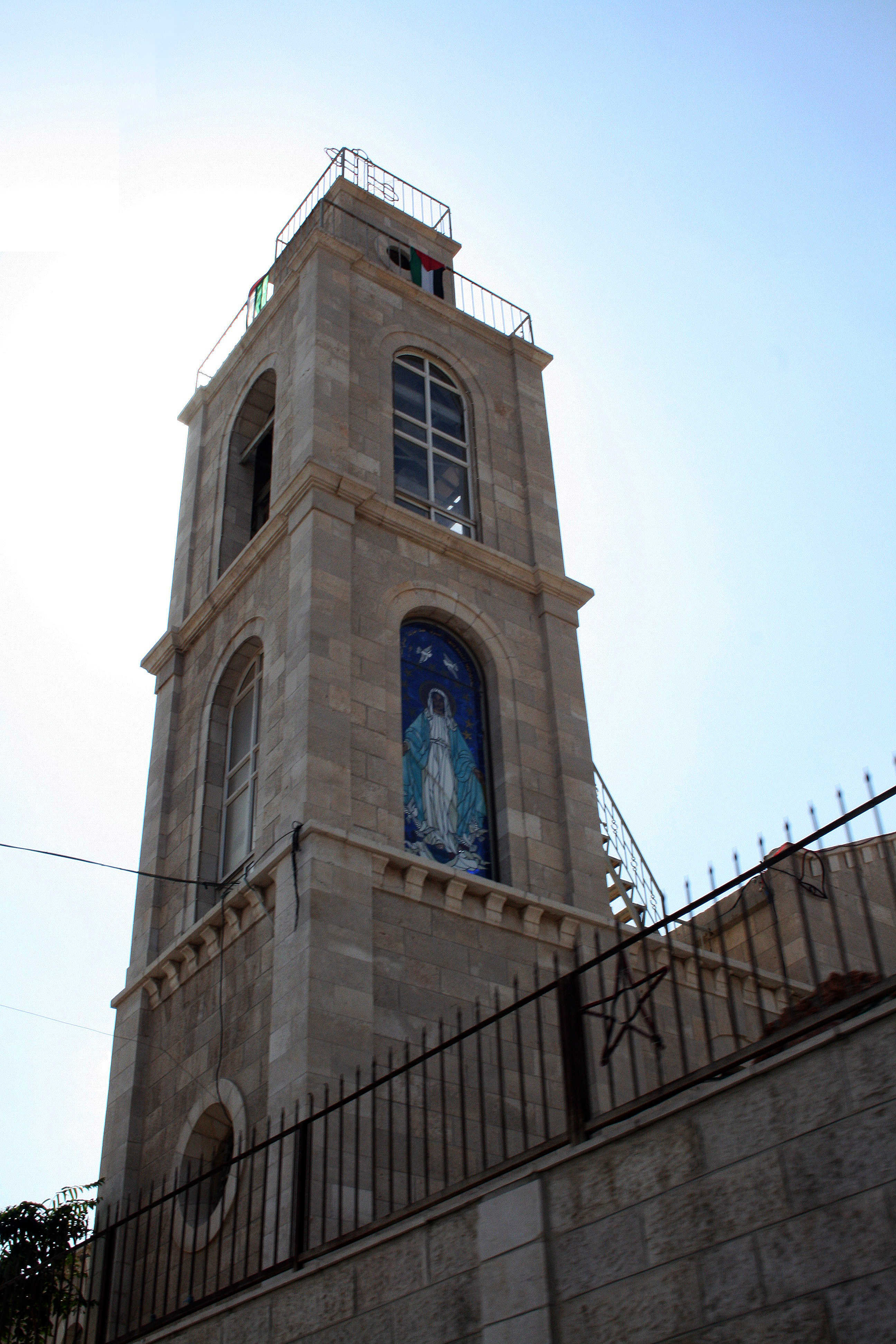
كنيسة الروم الملكيين

## الاقتصاد

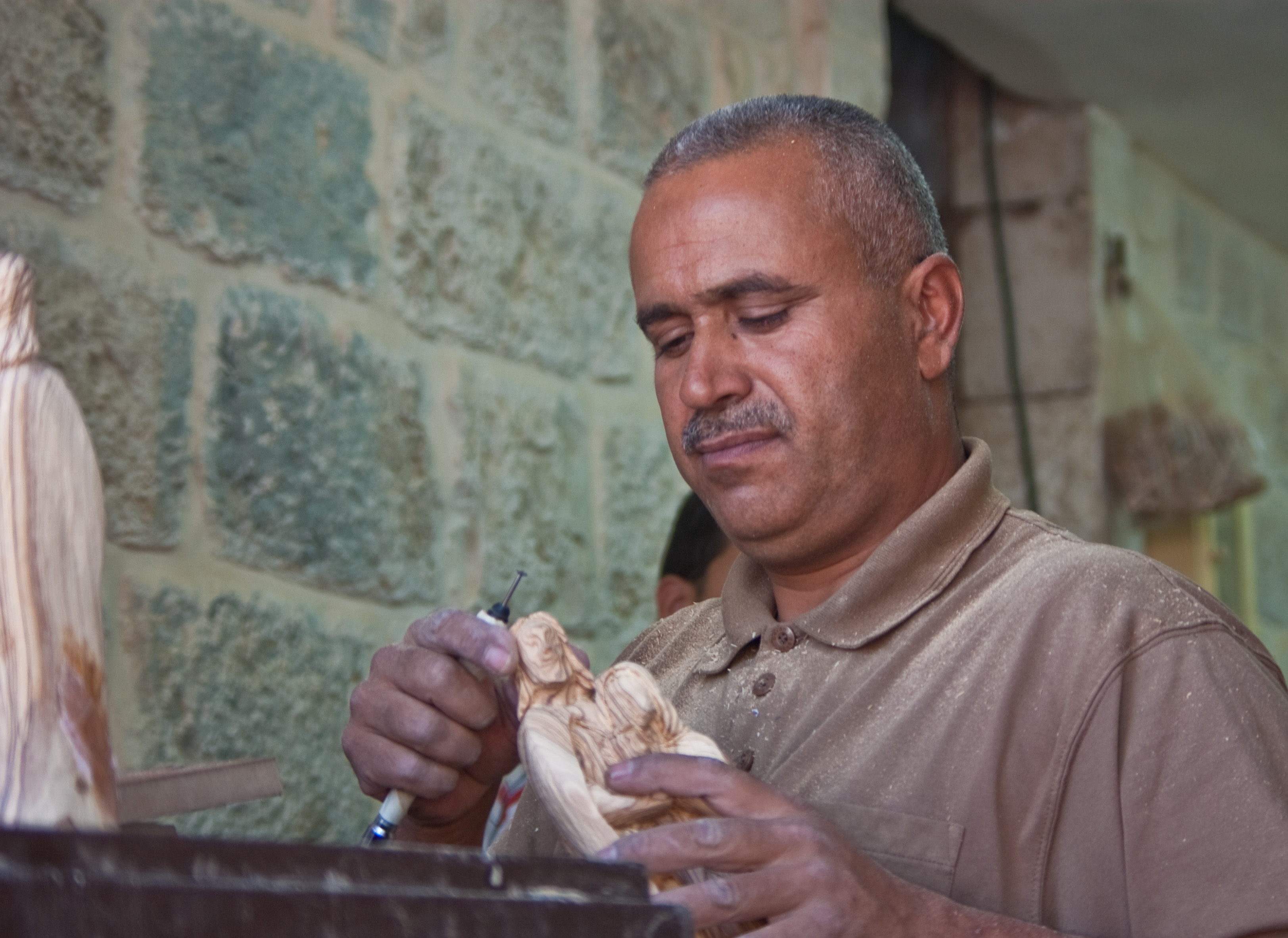
رجل من بيت لحم يعمل بنحت الخشب.

تمتازُ المدينة بنشاطها في الصناعة وخاصةً الصناعة السياحية مثل صناعة الصدف والمسابح والصلبان. يُعتبر التسوق مصدر جذب رئيسي للسياح، وخصوصًا خلال موسم عيد الميلاد. مع كثرة المحلات في الشوارع الرئيسية للمدينة والأسواق القديمة التي تبيع المشغولات اليدوية الفلسطينية والتوابل والمجوهرات والحلويات الشرقية مثل البقلاوة. ويشترون السياح تحف خشب الزيتون  وهو أكثر عثنصر مُباع للسياح الذين يزورون بيت لحم. والحرف الدينية وتشمل الحلي المصنوعة يدويًا مثل عرق اللؤلؤ والصناديق والصلبان. الصناعات الأخرى هي الحجر والرخام والمنسوجات والأثاث والمفروشات. ويوجد أيضًا في المدينة مصانع لإنتاج مواد الدهان والبلاستيك والمطاط الصناعي والمستحضرات الصيدلانية ومواد البناء والمنتجات الغذائية والمعجنات والحلويات بشكل رئيسي.
أُنشئت أول غرفة تجارية صناعية زراعية في مدينة بيت لحم في أوائل الخمسينات حيث أُنتخب أول مجلس إدارة لها بتاريخ 16 أبريل 1952. في 30 أغسطس 1965، تم انتخاب مجلس إدارة جديد. ومع قرب البدء باحتفالات الألفية الثانية ودخول المحافظة في مرحلة جديدة من البناء والأعمار، اصدر معالي وزير الاقتصاد والتجارة قرارًا بتعيين مجلس الإدارة الحالي الذي يضمُ نُخبة من رجال الأعمال والاقتصاديين لإدارة شؤون الغرفة. وتندرج غرفة تجارة وصناعة محافظة بيت لحم تحت مظلة اتحاد الغرف التجارية والصناعية والزراعية الفلسطينية ومقره القدس، ويضم خمسة عشرة غرفة في فلسطين.
في عام 2008، استضافات مدينة بيت لحم أكبر مؤتمر اقتصادي على الإطلاق في الأراضي الفلسطينية. وقد بادر به رئيس الوزراء الفلسطيني ووزير المالية السابق سلام فياض في إقناع أكثر من 1,000 من رجال الأعمال والمصرفيين والمسؤولين الحكوميين من جميع أنحاء الشرق الأوسط للاستثمار أموالهم في الضفة الغربية وقطاع غزة. تم تأمين ما مجموعه 1,4 مليار دولار أمريكي من أجل الاستثمارات التجارية في الأراضي الفلسطينية.
نبيذ كريمزان، الذي تُؤسس في عام 1885، هو مصنع يختص بإنتاج الخمرة ويديره الرهبان في دير كريمزان. وتزرع العنب بشكل رئيسي في منطقة الخضر. في عام 2007، كان إنتاج الدير من النبيذ حوالي 700,000 لترًا سنويًا.

## العمارة والسياحة

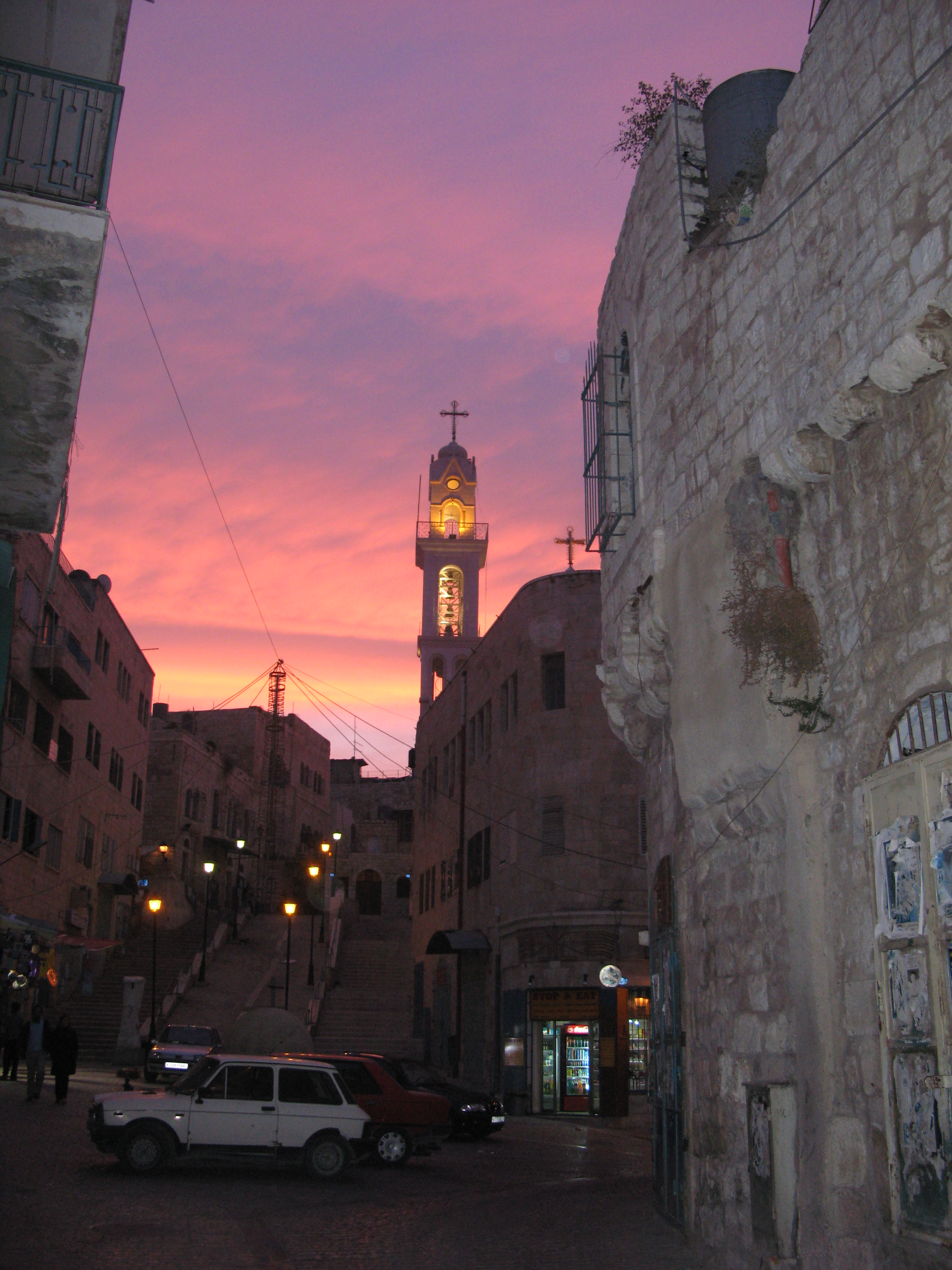
البلدة القديمة بالمدينة.

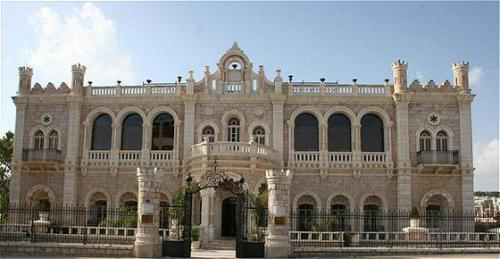
فندق قصر جاسر ببيت لحم.

يُعد المعمار مرقص نصار أول مهندس معماري بشكل رسمي في بيت لحم. ويسود المدينة طرازان معماريان مختلفان: الطراز القديم السائد في البلدة القديمة حيث القباب والجدران السميكة المبنية من الحجر الكلسي والشبابيك والأبواب على شكل أقواس، والمباني فيها ملتصقة ببعضها ومتراصة وشوارعها ضيقة ومقسمة إلى حارات لكي يسهل الدفاع عنها. أما الطراز الثاني فهو الطراز الحديث السائد في مناطق السكن الجديدة حيث البيوت الحديثة المستقلة أو العمارات المكونة من طبقات.
ويطوق المدينة الآن مجموعة من المستوطنات التي يطلق عليها مجموعة (غوش عتسيون) ووصل عدد المستوطنات حولها عام 1985 إلى 16 مستوطنة وتشكل مستوطنة افرات مركزها وأكبرها، ويخطط لإقامة 9 مستوطنات حتى عام 2010.
كونها المدينة التي شهدت ميلاد يسوع، تحمل مدينة بيت لحم معنى خاصاً في قلوب المسيحيين من كافة أرجاء العالم، وعلى الرغم من صغرها النسبي مساحةً وسكانًا، لدى بيت لحم وجوارها العديد من المواقع التي تجلب كافة أنواع الزوار والسواح. في قلب المدينة تقع كنيسة المهد، وداخل الكنيسة توجد مغارة المهد حيث ولد يسوع. منذ قدوم السلطة الوطنية الفلسطينية في العام 1994 شهدت مدينة بيت لحم تطورًا غير مسبوق، حيث انتشرت أعمال الإعمار والترميم في كافة مواقع المدينة، وحيث شيدت العديد من المرافق السياحية مثل الفنادق والمطاعم ومحلات بيع التحف والمنتجات الحرفية، وكافة هذه المرافق على أتم الاستعداد لتوفير كافة متطلبات الزوار والسياح.
لقد رممت بلدة بيت لحم القديمة بالكامل وبشكل جميل، مما جعل من السير في كافة أرجائها ممتعًا ومفيدًا على الصعيد المعرفي كذلك. كما من السهل ملاحظة الوتيرة العالية التي تسيير فيها المراكز الثقافية في بيت لحم وما حولها فعالياتها الثقافية على مدار العام، لذا ننصحكم بزيارة مركز الدار الثقافي الموجود في مركز بيت لحم الدولي (دار الندوة)، ومركز بيت لحم للسلام والذي يطل على ساحة المهد حيث يحتوي المركز على مركز للسياح، ويقيم فعاليات ثقافية منتظمة.
كذلك تتنوع المطاعم في بيت لحم، وتوفر أماكنًا وتنوعًا يرضي تقريبًا كافة الأذواق، فهناك العديد من المطاعم والمقاهي التي تنتشر في أرجاء المدينة، والتي تقدم وجبات فلسطينية تقليدية فضلًا عن مطاعم تقدم وجبات من المطبخ الفرنسي والإيطالي والصيني. وبالقرب من بيت لحم تقع بلدتي بيت ساحور وبيت جالا، وكلاهما لديها مواقع تراثية ومقدسة مسيحية.

## الثقافة

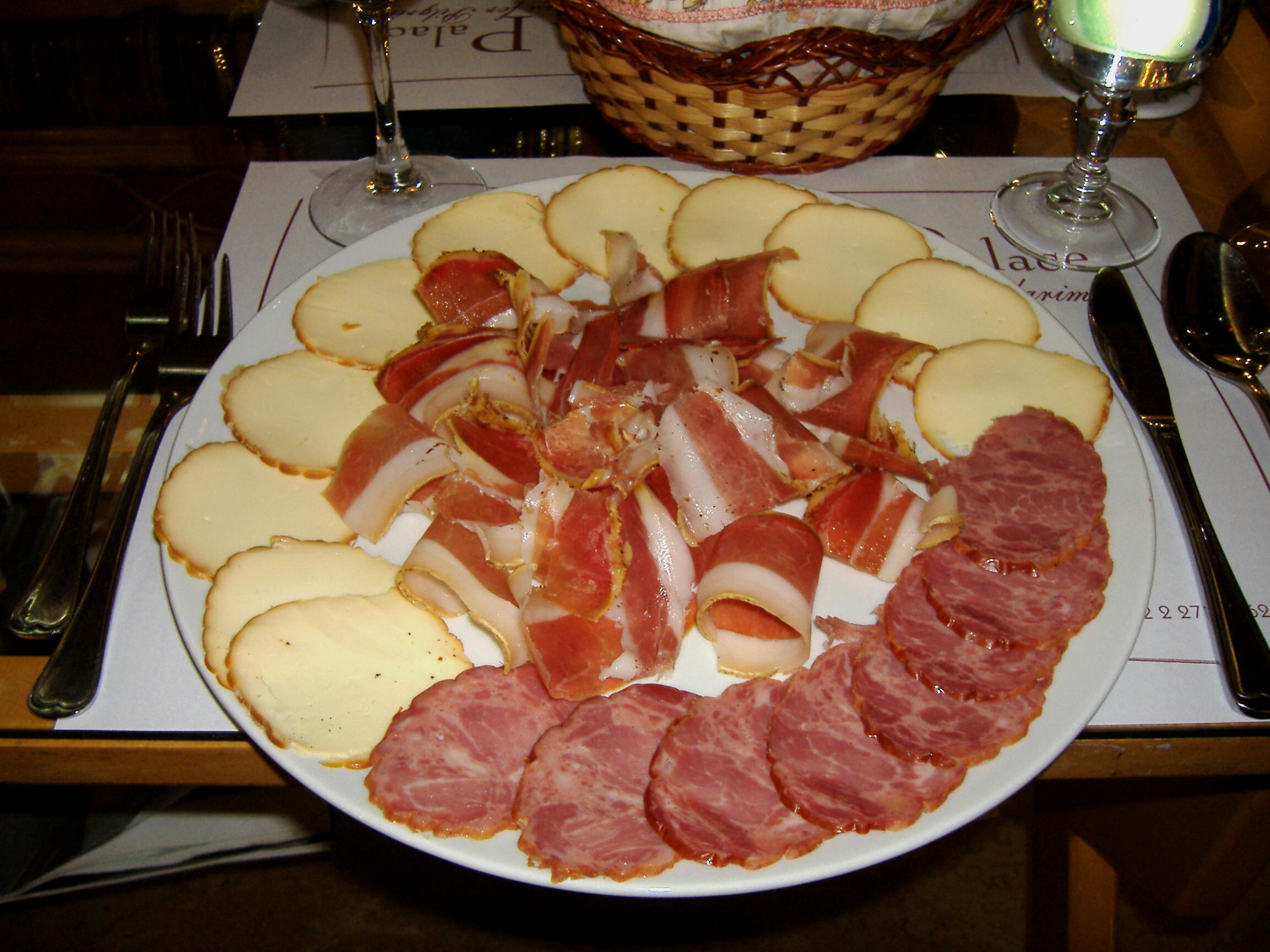
أحد الأطباق من مدينة بيت لحم.

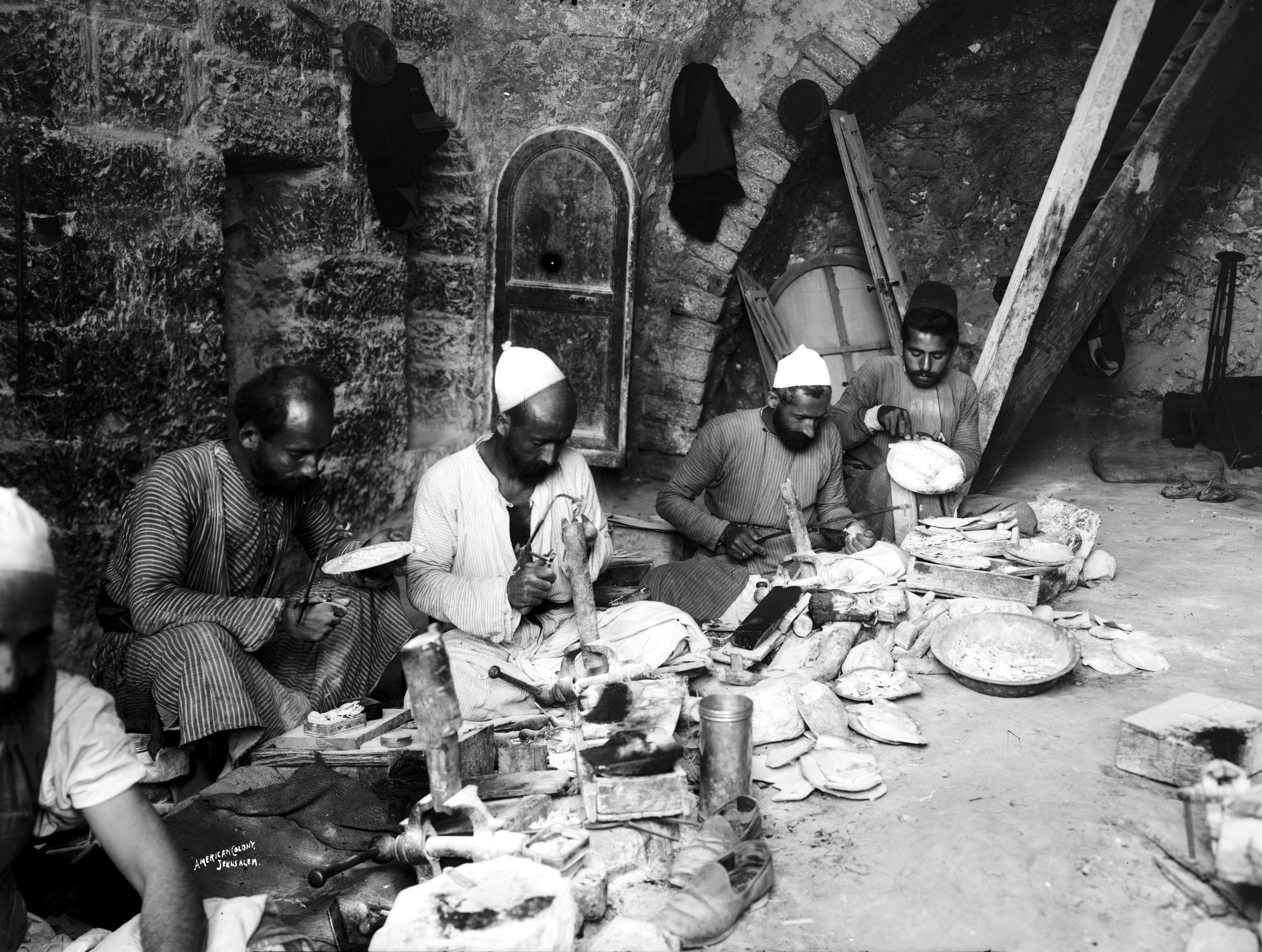
حرفيين يعملون على نحت عرق اللؤلؤ، في مطلع القرن 20.

لقد رُممت بلدة بيت لحم القديمة بالكامل وبشكل جميل، مما جعل من السير في كافة أرجائها مُمتعًا ومفيدًا على الصعيد المعرفي كذلك. كما من السهل ملاحظة الوتيرة العالية التي تسيير فيها المراكز الثقافية في بيت لحم وما حولها فعالياتها الثقافية على مدار العام، مثل مركز الدار الثقافي الموجود في مركز بيت لحم الدولي (دار الندوة)، ومركز بيت لحم للسلام والذي يطل على ساحة المهد حيث يحتوي على مركز للسياح، ويقيم فعاليات ثقافية مُنتظمة.
 تطريز 
عُرف تطريز نساء بيت لحم بفضل ملابس الزفاف الخاصة بهم. التطريز في بيت لحم كان مشهورًا بفضل «التأثير الكلي والقوي للألوان والتألق اللامع». أما فساتين الأقلُ رسميةً فصُنعت من قماش نيلي مع معطف بلا أكمام من الصوف المنسوج محليًا التي تُلبس فوق الفساتين. تمتازُ الفساتين للمُناسبات الخاصة بأنها مصنوعة من الحرير المُقلم مع أكمام مُجنحه مع سترة قصيرة «تقصيرة» والمعروفة باسم سترة بيت لحم. التقصيرة مُصنعة من المخمل أو الجوخ، وعادة تكون مع تطريز كثيف.
التطريز التحريري لمنطقة بيت لحم يجمع بين الفضة والذهب وخيوط الحرير لتزيين واجهة وجوانب وأكمام ثياب الزفاف التقليدية، وحيث تملأ هذه التصماميم المُميزة بقطب وأشكال فنية باستخدام الخيطان الحريرية بهية الألوان، حيث حاول البعض المقاربة بين هذه التصاميم وتصاميم الزخارف والأزياء الكنسية، والزينة الرسمية والأوسمة للملابس العسكرية العثمانية والبريطانية القديمة.
 نحت عرق اللؤلؤ
يعود فن نحت عرق اللؤلؤ في بيت لحم إلى القرن الخامس عشر عندما أُدخل من قبل رهبان فرنسيسكان من إيطاليا. وأزداد الطلب على هذه الأصناف بسبب زيادة أعداد الحجاج المسيحيين، ووفرت وظائف للنساء. وقد لاحظ ريتشارد بوكوك هذه الصناعة، الذي زار بيت لحم في عام 1727.
 المراكز الثقافية والمتاحف 

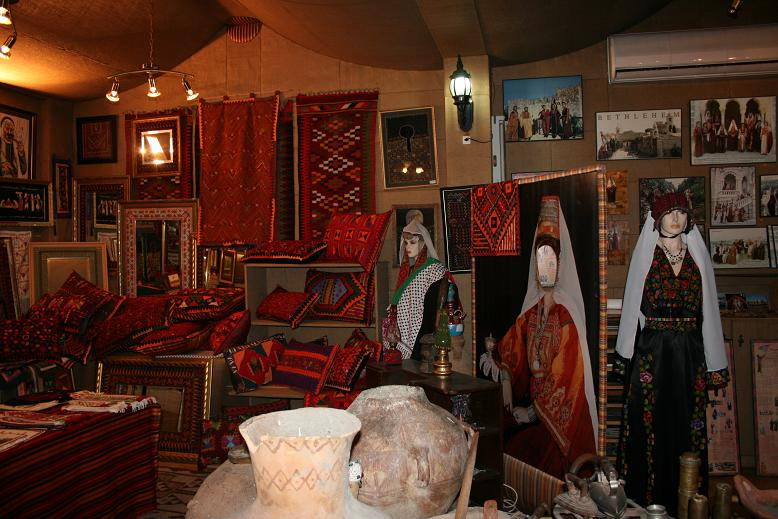
جُزء من داخل مركز التراث الفلسطيني

بيت لحم هي موطن لمركز التراث الفلسطيني، الذي أُنشئ في عام 1991. ويهدف المركز إلى المحافظة على وتعزيز التطريز الفلسطيني، والفن والفولكلور. المركز الدولي في بيت لحم هو مركز ثقافي الذي يركز في المقام الأول على ثقافة مدينة بيت لحم. ويوفر تعليم اللُغات ودراسات المرأة والفنون والعروض والحرف. ومركز الرواد للثقافة والفنون في بيت لحم والذي أنشئ في عام 1998 الذي يعمل على تعزيز العمل الثقافي والمسرحي والفني في المدينة.
فرع بيت لحم التابع لمعهد إدوارد سعيد الوطني للموسيقى لديها نحو 500 طالب وطالبة. أهدافه الرئيسية هي تعليم الموسيقى للأطفال، وتدريب المعلمين في المدارس الأخرى، ورعاية البحوث والموسيقى، ودراسة موسيقى الفولكلور الفلسطيني.
يوجد في بيت لحم أربعة متاحف: متحف سرير المهد، يقدم المُتحف 31 نموذجًا ثلاثي الأبعاد التي تُصور مراحل هامة من حياة اليسوع. المسرح يُقدم العرض لمدة 20 دقيقة من الرُسوم المُتحركة. متحف بد جقمان، الذي يقع في البلدة القديمة في بيت لحم، يعود تاريخه إلى القرن الثامن عشر وهو مُخصص في المقام الأول للتاريخ وعملية إنتاج زيت الزيتون. متحف بيتنا التلحمي، الذي أُنشئ في عام 1972، ويحتوي على عرض لثقافة بيت لحم. قامت الأمم المتحدة للتربية والعلم والثقافة (اليونسكو) ببناء متحف المهد الدولي التي تُقدم عروض فنية بجودة عالية في جو مُثير للذكريات.

## التعليم

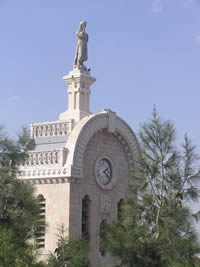
المدخل الرئيسي لجامعة بيت لحم.

وفقًا للمكتب المركزي الفلسطيني للإحصاء، في عام 1997، كان ما يقرب من 84٪ من سكان المدينة الذين تزيد أعمارهم على 10 يجيدون القراءة والكتابة. تم تسجيل 10,414 نسمة من سكان المدينة في المدارس (4,015 في المدارس ابتدائية و 3,578 في المدارس الإعدادية و 2,821 في الثانوية العامة). حصلوا حوالي 14,1% من طلاب الثانوية العامة على الشهادات. وكان هناك 135 مدرسة في محافظة بيت لحم منها 100 تابعة لوزارة التربية والتعليم الفلسطينية و 28 مدرسة خاصة وسبعة تُديرها وكالة الأمم المتحدة لإغاثة وتشغيل اللاجئين الفلسطينيين في الشرق الأدنى.
تُعتبر بيت لحم موطن لجامعة بيت لحم، وهي جامعة مسيحية كاثوليكية مختلطة ومؤسسة للتعليم العالي تأسست في عام 1973 وفقا للتقاليد Lasallian، ويمكن للطلاب من جميع الأديان التسجيل بها. جامعة بيت لحم هي أول جامعة أنشئت في الضفة الغربية، ويمكن تتبع جذورها إلى عام 1893 عندما دي لا سال الاخوان المسيحيون قاموا بإنشاء المدارس المسيحية في جميع أنحاء فلسطين ومصر.

## البنية التحتية

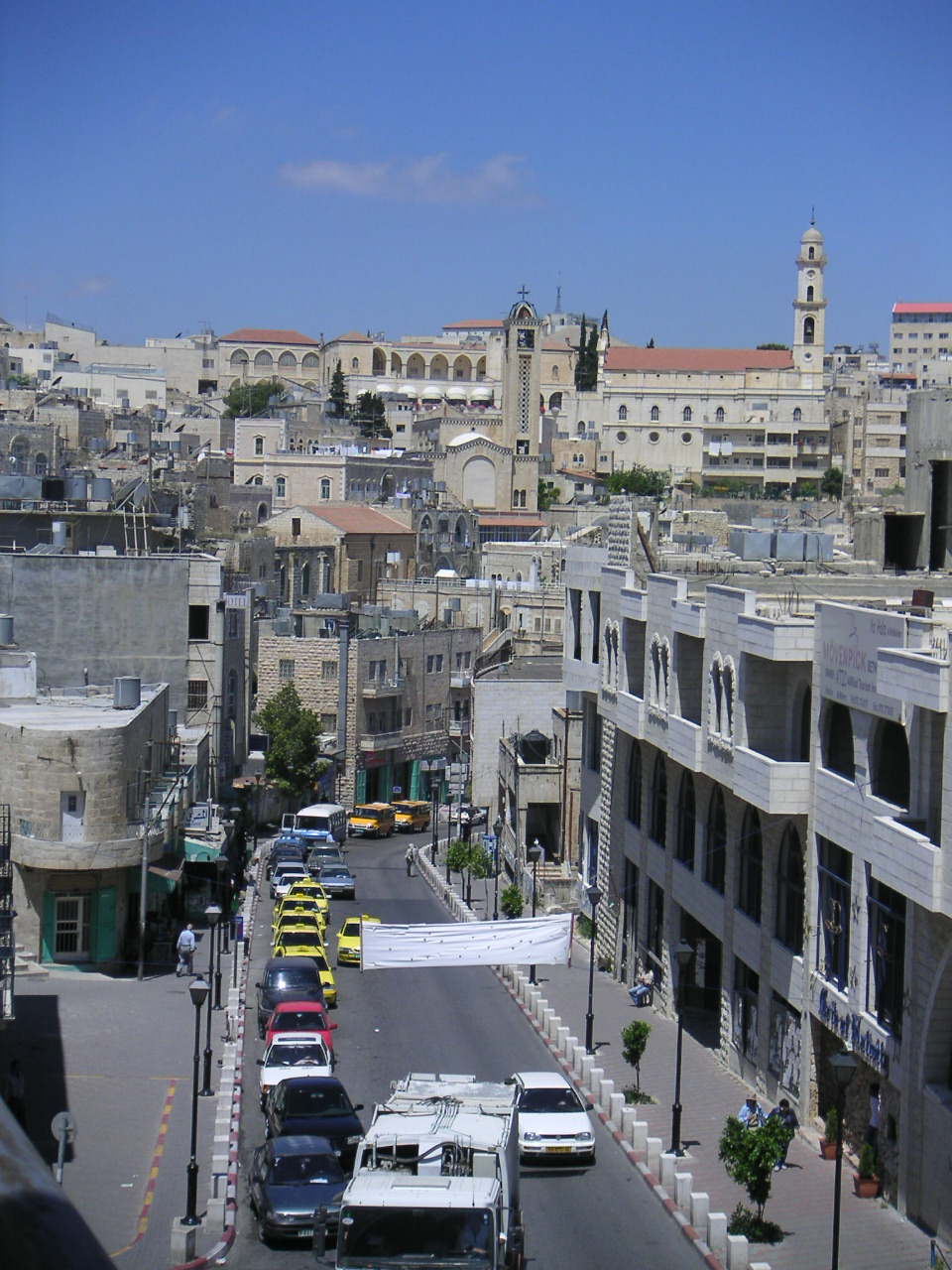
شارع في بيت لحم

### الرعاية الصحية
الخدمات الطبية في بيت لحم عديدة ومتطورة على نحو جيد. من ستة مستشفيات بيت لحم، ثلاثة مراكز للأمومة، مركز للأمراض النفسية، مستشفى للأطفال ومستشفى عام. ويقدر إجمالي عدد أسرة المستشفيات 506 سرير. هناك 32 من عيادات الرعاية الصحية الأولية في منطقة بيت لحم والتي ترعاها 16 من المنظمات غير الحكومية، و 14 تابعة للمنظمات الملكية الخاصة، وأثنتان تتبع للأونروا (وكالة الأمم المتحدة لأعمال الإغاثة). هُناك خمسة سيارات أسعاف و 133 طبيب. بالإضافة إلى، يوجد 341 ممرض و 27 أطباء أسنان.
تمتلك المحافظة على عدد كبير من الجمعيات الخيرية والمنظمات غير الحكومية التي تقدم خدمات صحية غير متوفرة في فلسطين. شُيد مؤخرًا شبكة تجميع مياه الصرف الصحي في ثلاث مدن من بيت لحم:بيت جالا وبيت ساحور. يحصل ما يقارب 99% من سكان المدينة على إمدادات المياه الصالحة للشُرب عن طريق الأنابيب.

### النقل والمواصلات
بيت لحم لديها ثلاثة محطات للحافلات التي تملكها الشركات الخاصة والتي تقدم خدمات للنقل إلى القدس وبيت جالا وبيت ساحور والخليل ونحالين وبتير والخضر والعبيديّة وبيت فجار. هناك محطات للسيارات الأجرة الذين يقومون برحلات إلى مدينة بيت ساحور وبيت جالا والقدس وتقوع وهيروديون. ولا يسمح للحافلات وسيارات الأُجرة ترخيص الضفة الغربية بدخول إسرائيل، بما فيها القدس، من دون تصريح.
كان لبناء تأثيرًا سلبيًا كبيرًا على المدينة من الناحية السياسية والاجتماعية والاقتصادية. الجدار يمتد على طول الجانب الشمالي من المنطقة المبنية في البلدة، على بعد أمتار من منازل المواطنين في مخيم عايدة للاجئين من جهة، وبلدية القدس من جهة أخرى. مُعظم المداخل والمخارج من التجمعات السكنية في بيت لحم إلى بقية الضفة الغربية تخضع حاليًا لنقاط التفتيش الإسرائيلية وحواجز الطرق. يختلفُ مُستوى الوصول بناءً توجيهات الأمن الإسرائيلية. وينظمُ السفر لسكان بيت لحم الفلسطينيين من الضفة الغربية إلى القدس عن طريق نظام تصريح. ويحظر على المواطنين الإسرائيليين من دخول بيت لحم والاقتراب من بركة السلطان سليمان القانوني.

### الملاعب الرياضية
يوجد في محافظة بيت لحم عدة أندية رياضية سواء على مستوى كرة القدم أو كرة السلة، أو رياضات أخرى مثل الركبي. من أهم هذه الاندية: نادي الخضر، نادي ترجي وادي النيص، نادي جورة الشمعة، النادي الأرثوذكسي الثقافي العربي بيت ساحور، نادي وادي فوكين، نادي مراح معلا، نادي دلاسال بيت لحم، نادي زعترة، نادي بيت فجار، نادي التعامرة. ويوجد في المحافظة عدة ملاعب بلدية صغيرة، كملعب بيت جالا، وملعب بيت ساحور، وملعب مخيم الدهيشة.

## الحكومة المحلية

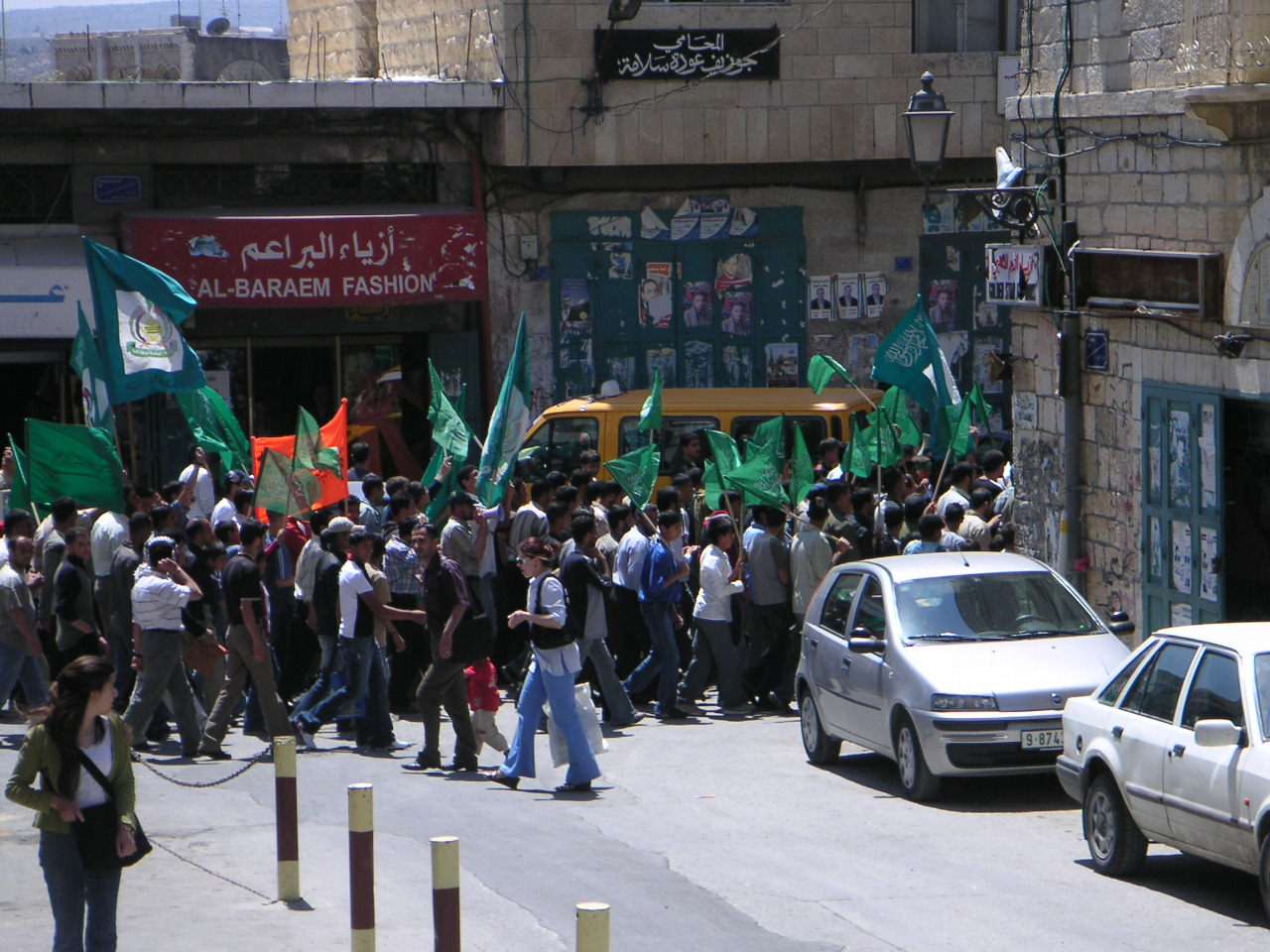
حشد حمساوي في بيت لحم

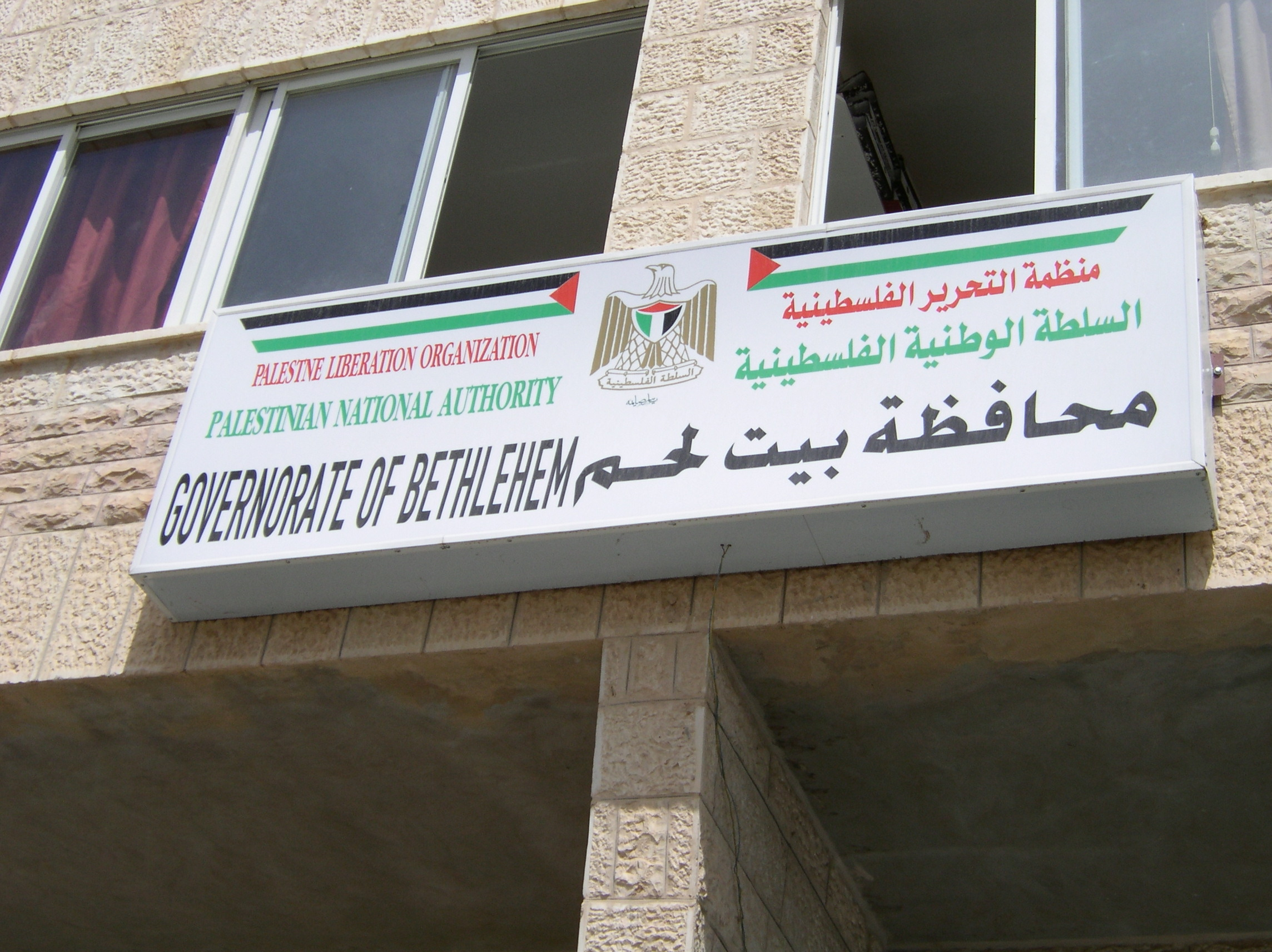
مبنى محافظة بيت لحم.

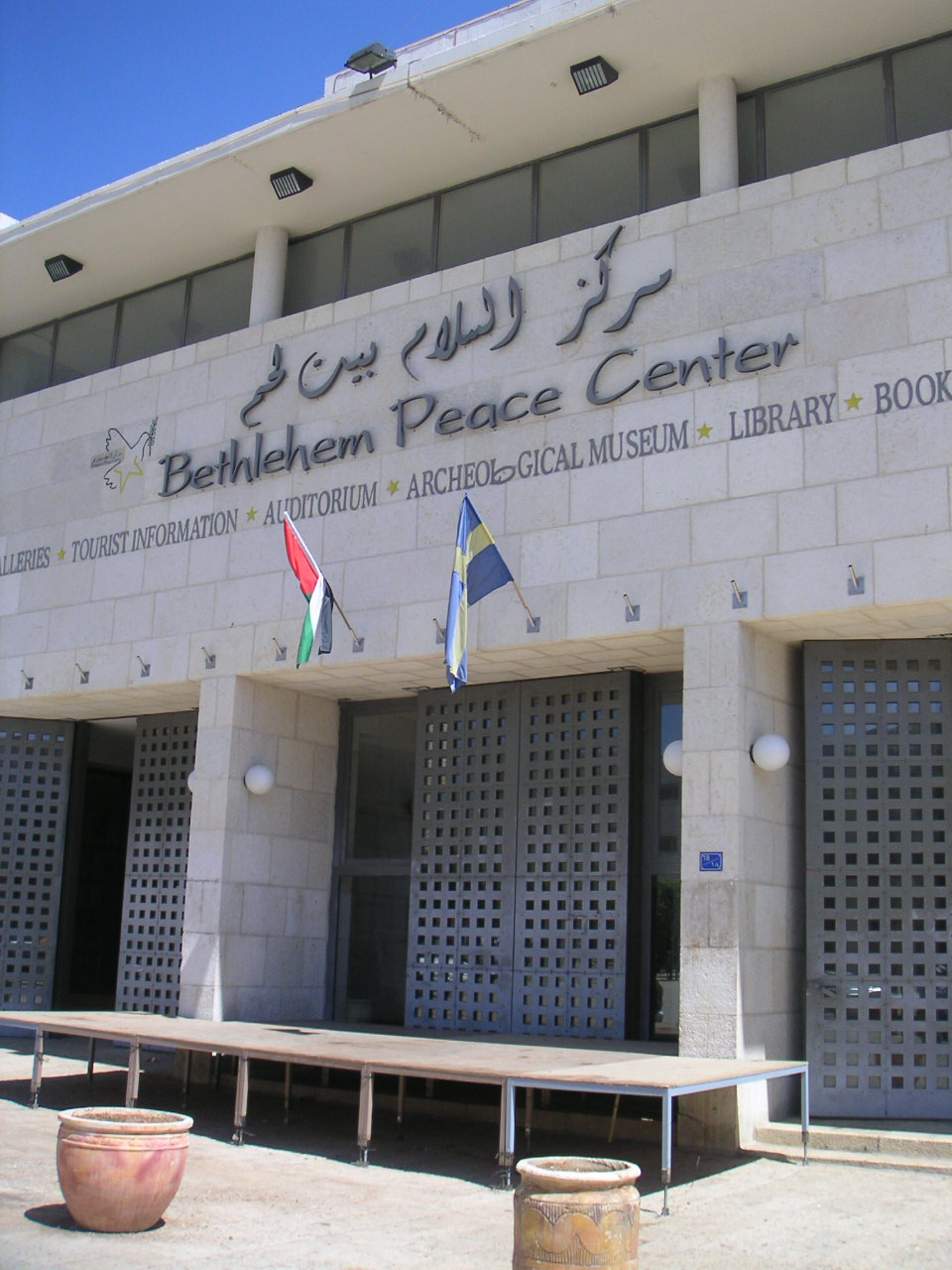
مركز السلام بيت لحم، تم تأسيسه بدعم سويدي.

أول انتخابات بلدية عُقدت في بيت لحم كانت عام 1876، قاموا المخاتير من أرباع مدينة بيت لحم القديمة (باستثناء الربع السريانية) باتخاذ قرار لانتخاب المجالس المحلية من سبعة أعضاء وذلك لتمثيل كل عشيرة في المدينة. وأنشئ قانون أساسي بحيث إذا حصل شخصًا كاثوليكي على منصب رئيس البلدية يُشرط بأن يكون ونائبه تابع للأرثوذكسية اليونانية.
حُكم البريطانيين والأردنيون بيت لحم، وسُمح للربع السريانية في المشاركة في الانتخابات وكذلك البدو واللاجئين الفلسطينيين، ومن ثم التصديق على كمية أعضاء البلدية في المجلس إلى 11. في عام 1976، أقر تعديلًا الذي يسمح للنساء بالمشاركة في عمل التصويت وأن يصبحوا أعضاء في المجلس وفيما بعد تم رفع سن الانتخاب من 21 إلى 25.
اليوم، يتكون مجلس بلدية بيت لحم من 15 عضوًا منتخبًا، بما في ذلك رئيس البلدية ونائب رئيس البلدية. وسيوضع نظام خاص يتطلب أن يكون رئيس البلدية وغالبية المجلس البلدي مسيحيًا، بينما باقي المقاعد تعتبر مفتوحة لأي شخص ولا تقتصر على أي دين.
هُناك عدة فروع للأحزاب السياسية في المجلس، بما في ذلك حركة التحرير الوطني الفلسطيني فتح، الإسلاميين، الشيوعيين، تُسيطر حركة فتح تحديدا والفصائل اليسارية في منظمة التحرير الفلسطينية مثل الجبهة الشعبية لتحرير فلسطين وحزب الشعب الفلسطيني عادة على المقاعد المحجوزة. بينما اكتسبت فتح على أغلبية المقاعد المفتوحة في انتخابات البلدية الفلسطينية 2012.

### رؤساء البلديات
من المُجبر أن يكون رئيس البلدية ونائبه مسيحيين.
| - ميخائيل أبو سعادة (1876 - 1880) - خليل يعقوب (1880 - 1884) - سليمان جاسر (1884 - 1888) - عيسى عبد الله ماركوس (1888 - 1892) - يعقوب خليل الياس (1892 - 1895) - حنا منصور (1895 - 1915) - سالم عيسى بطارسة (1916 - 1917) - صلاح جرجيس جاكمان (1917 - 1921) - موسى القطان (1921 - 1925) - حنا إبراهيم ميلدا (1926 - 1928) - نيقولا عطا الله شاين (1929 - 1933) | - حنا عيسى قواس (1936 - 1946) - عيسى باسيل البندك (1946 - 1951) - الياس البندك (1951 - 1953) - عفيف سالم عبد بطارسة (1952 - 1953) - الياس البندك (1953 - 1957) - أيوب مسلم (1958 - 1962) - الياس البندك (1963 - 1972) - الياس فريج (1972 - 1997) - حنا ناصر (1997 - 2005) - فيكتور بطارسة (2005 - 2012) - فيرا بابون (2012 - 2017) - أنطون سلمان (2017 - الآن) |  |

## المحافل الدولية والمحلية

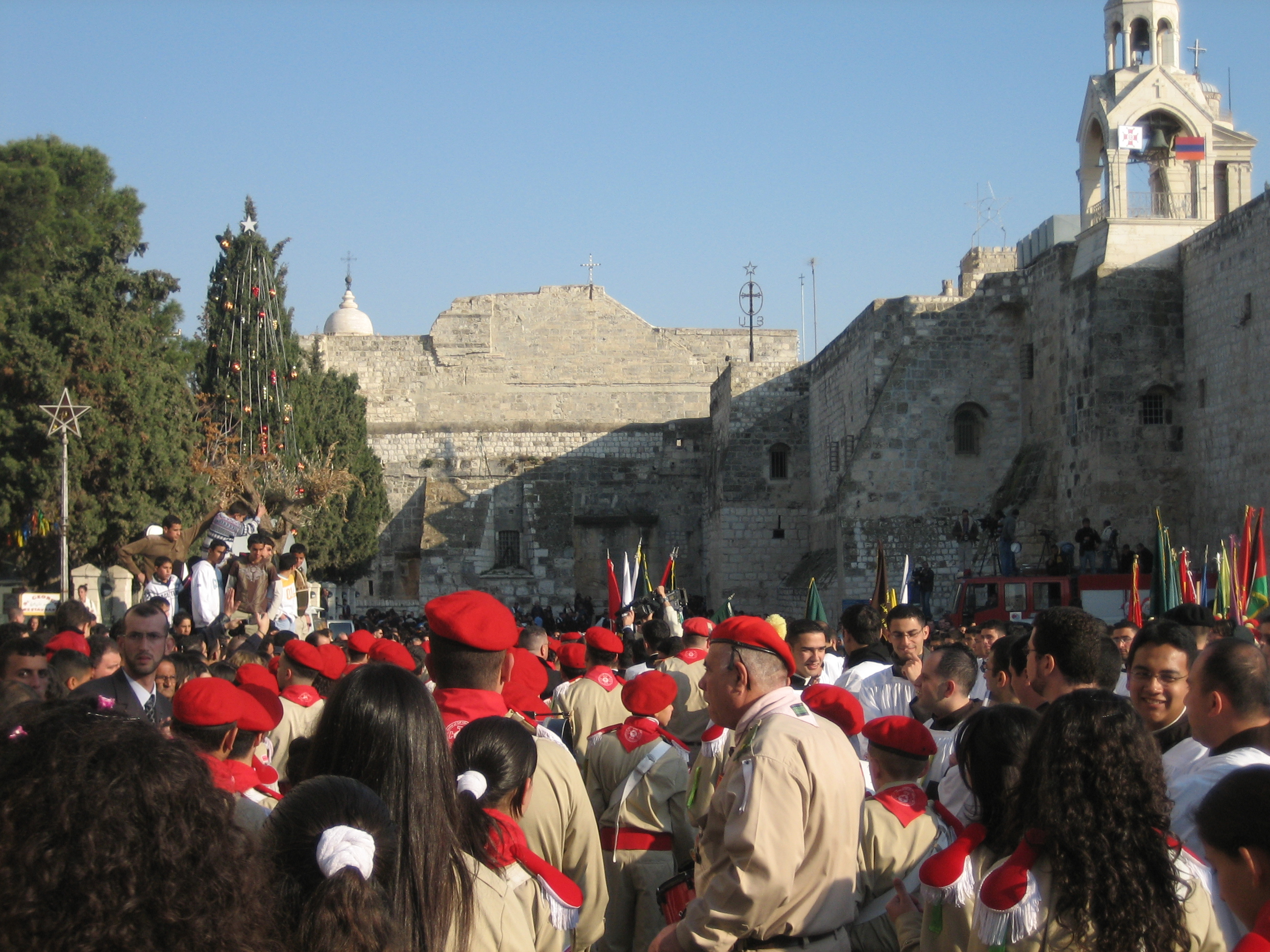
احتفالات المسيحيين الفلسطينيين بساحة كنيسة المهد في يوم عيد الميلاد 2006.

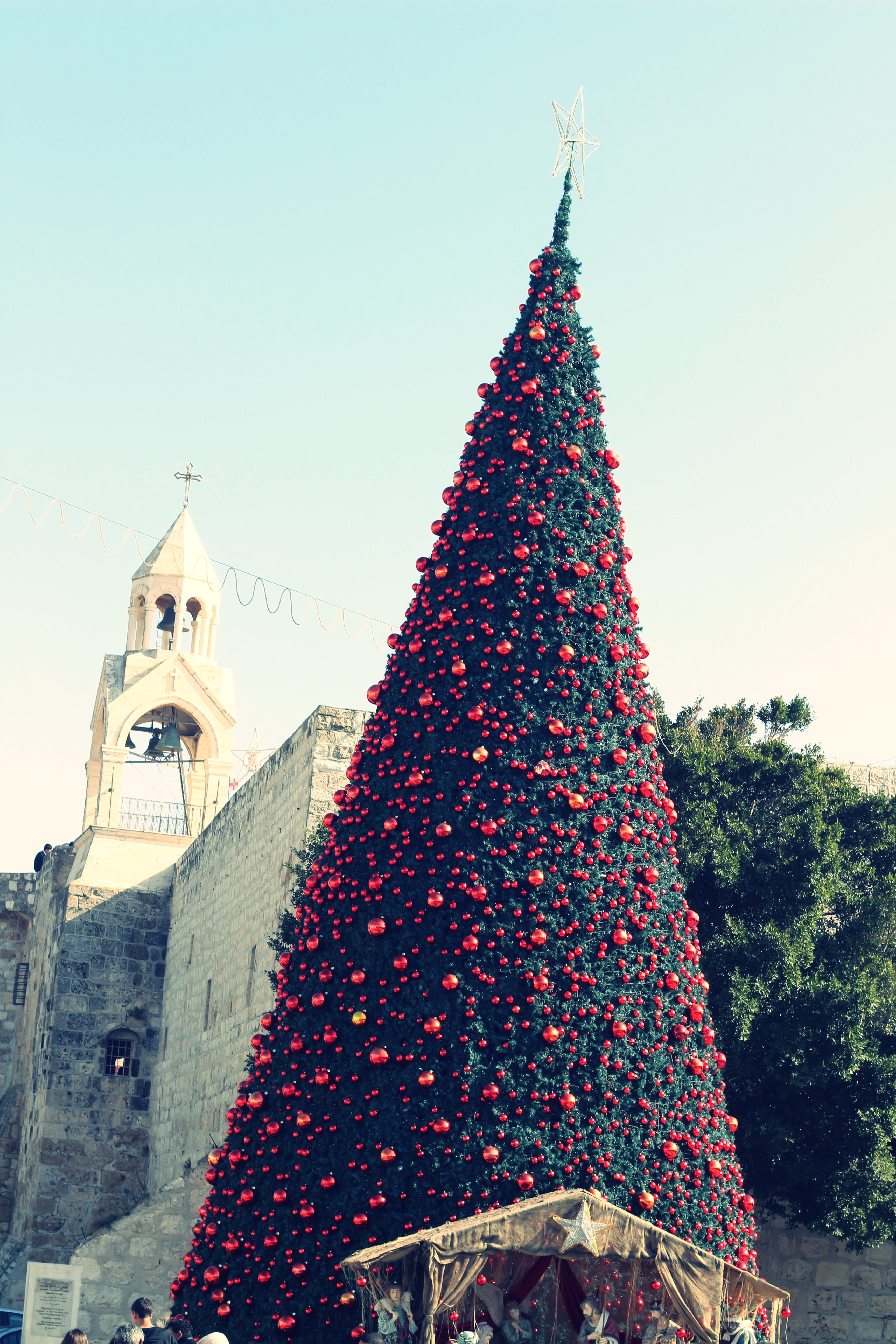
شجرة عيد الميلاد في مدينة بيت لَحم وَخلفُها كنيسة المهد

تعتبر مدينة بيت لحم من أهم المدن الفلسطينية لإقامة المؤتمرات والمحافل الدولية، وقد شهدت العديد من الاحتفالات والمناسبات منها استقبال الرئيس الأمريكي السابق جورج دبليو بوش أثناء زيارته لكنيسة المهد، إضافة إلى استضافتها للمؤتمر الاقتصادي العربي واستضافتها لمؤتمر حركة التحرير الوطني الفلسطيني (فتح) السادس مؤخراً، فهي تحتوي على قصر المؤتمرات.
أحتفالات عيد الميلاد
تقام طقوس عيد الميلاد في بيت لحم على ثلاثة تواريخ مختلفة: تحتفل الطوائف الكاثوليكية والبروتستانتية بتاريخ 25 ديسمبر، وأما الكنيسة اليونانية والسريانية والمسيحيين الأقباط فيحتفلون بتاريخ 6 يناير والمسيحيين الأرمن الأرثوذكس في 19 يناير. تمرُ معظم مواكب عيد الميلاد عبر ساحة كنيسة المهد، في ساحة الخارجية لكنيسة المهد.
	مهرجان أرطاس للخس
منذ إطلاقه في العام 1994، مهرجان الخس السنوي والذي ينظم في قرية أرطاس الجميلة، جنوب مدينة بيت لحم وبالقرب من برك سليمان، يجمع السكان المحليين مع الزائرين الأجانب في مهرجان مليء بالمرح احتفاءً وتقديرًا للفلاح الفلسطيني. المهرجان الذي ينظمه مركز إرطاس للفلكلور يمثل تجربة مميزة تمكن الزائر من التفاعل مع السكان الأصليين للمنطقة والتمتع بحس ضيافة الفلسطينيين وميراثهم الثقافي.
مهرجان زيت الزيتون
في تشرين الثاني من كل عام تزهو مدينة بيت لحم بأصواتها وأطعامها ورائحتها التقليدية، حيث يجتمع السكان المحليون والزائزون ليحتفلوا بموسم الزيتون، تعدد الفعاليات من العروض الموسيقية التي تقدمها الفرق المحلية إلى عرض الرقص التقليدي التي تقدمها فرقة إرطاس للرقص الشعبي، تمتلئ أرجاء المهرجان بالأكشاك التي تعرض الأعمال الحرفية الفلسطينية، منتجات الزيتون من صابون وزيت.

## التوأمة
المُدن المتوأمة مع بيت لحم:
| - ماركفيل - شتاير - بيلو هوريزونتي - ناتال - فالينوس - سان بيدرو دو بوتيا - فيلا آليمانا - كونسبثيون - Třebechovice pod Orebem - شارتر - غرونوبل - باراي لو مونيال - ستراسبورغ - كولونيا - أثينا - كالوتشا - أسيزي - تشيفيتافيكيا | - هابسالو (مُنذ 2010) - فلورنسا - جريسيو - لاتسيو - ميلانو (مُنذ 2000) - مونتيفاركي - أورفييتو - بافيا - براتوفيكيو - سان ميناتو - سانت انتستازيا - أومبريا - فيرونا - كونفيرسانو - مادبا - مونتيري - الرباط - لاهاي | - ساربسبورغ - قوسقو - تشستوهوفا - لشبونة - سانت بطرسبرغ - غلاسكو - بريتوريا - قرطبة - ليغانيس - سرقسطة - يالفاتش - أبوظبي - برلينغتون، فيرمونت - جوبلن، ميزوري - أورلاندو، فلوريدا SA - ساكرامنتو، كاليفورنيا - غوينزيلم |

## صور

بيت لحم من الجهة الجنوبية الغربية
رسم جرافيتي على جدار الفصل في بيت لحم
بيت لحم من الجو عام 1967
بيت لحم من الجو عام 1937
الطريق المؤدية إلى الخليل
الجدار العنصري في بيت لحم
ساحة كنيسة المهد
منطقة باب الدير
ساحة بالقرب من كنيسة المهد
البلدة القديمة

## وصلات خارجية
- بلدية بيت لحم.
- غرفة تجارة وصناعة بيت لحم.
- صفحة قضاء بيت لحم / وب غزة.
- عيد الميلاد بيت لحم 2012 المجموعات الكشفية واجواء العيد. على يوتيوب
- وثائقي عن الحياة في بيت لحم. على يوتيوب